# Тур ATP 2019
Тур ATP 2019 - всесвітній елітний професійний цикл тенісних турнірів, організований Асоціацією тенісистів-професіоналів як частина тенісного сезону 2019 року. У 2019 році календар включав турніри Великого шолома (проводяться Міжнародною федерацією тенісу (ITF)), Фінал ATP, турніри серії Мастерс, турніри категорій 500 і 250. Також до Туру входять Кубок Девіса (організований ITF) та Фінал Світового Туру ATP. Крім того, до офіційного переліку турнірів входить Кубок Гопмана, Кубок Лейвера та Фінал Наступного Покоління ATP за які очки учасникам не нараховувались.

## Розклад
Нижче наведено повний розклад турнірів на 2019 рік, включаючи перелік тенісистів, які дійшли на турнірах щонайменше до чвертьфіналу.
Легенда
| Турніри Великого шолома       |
| Фінал Світового Туру ATP      |
| Світовий Тур ATP Мастерс 1000 |
| Світовий Тур ATP 500          |
| Світовий Тур ATP 250          |
| Командні змагання             |

### Січень
| Тиждень           | Турнір | Чемпіони | Фіналісти | Півфіналісти                                            | Чвертьфіналісти                                                              |
| ----------------- | --- | --- | --- | ------------------------------------------------------- | ---------------------------------------------------------------------------- |
| 31 грудня         | Hopman Cup Перт, Австралія ITF Mixed Team Championships Тверде (i) – 8 teams (RR) | Швейцарія · 2–1 | Німеччина | Круговий турнір (Група A) Австралія · Іспанія · Франція | Круговий турнір (Група B) Греція · Велика Британія · Сполучені Штати Америки |
| 31 грудня         | Qatar Open Доха, Катар ATP Tour 250 $1,416,205 – Тверде – 32S/16Q/16D Одиночний розряд – Парний розряд | Роберто Баутіста Аґут 6–4, 3–6, 6–3 | Томаш Бердих | Новак Джокович Марко Чеккінато                          | Ніколоз Басілашвілі Стен Вавринка Душан Лайович П'єр-Юг Ербер                |
| 31 грудня         | Qatar Open Доха, Катар ATP Tour 250 $1,416,205 – Тверде – 32S/16Q/16D Одиночний розряд – Парний розряд | Давід Ґоффен П'єр-Юг Ербер 5–7, 6–4, [10–4] | Робін Гаасе Матве Мідделкоп | Новак Джокович Марко Чеккінато                          | Ніколоз Басілашвілі Стен Вавринка Душан Лайович П'єр-Юг Ербер                |
| 31 грудня         | Brisbane International Брисбен, Австралія ATP Tour 250 $589,680 – Тверде – 28S/16Q/16D Одиночний розряд – Парний розряд | Нішікорі Кеі 6–4, 3–6, 6–2 | Данило Медведєв | Жо-Вілфрід Тсонга Жеремі Шарді                          | Алекс де Мінор Милош Раонич Ясутака Утіяма Григор Димитров                   |
| 31 грудня         | Brisbane International Брисбен, Австралія ATP Tour 250 $589,680 – Тверде – 28S/16Q/16D Одиночний розряд – Парний розряд | Маркус Даніелл Веслі Колгоф 6–4, 7–6(8–6) | Ражів Рам Джо Солсбері | Жо-Вілфрід Тсонга Жеремі Шарді                          | Алекс де Мінор Милош Раонич Ясутака Утіяма Григор Димитров                   |
| 31 грудня         | Maharashtra Open Пуне, Індія ATP Tour 250 $589,680 – Тверде – 28S/16Q/16D Одиночний розряд – Парний розряд | Кевін Андерсон 7–6(7–4), 6–7(2–7), 7–6(7–5) | Іво Карлович | Жиль Сімон Стів Дарсіс                                  | Хауме Мунар Бенуа Пер Малік Джазірі Ернестс Гулбіс                           |
| 31 грудня         | Maharashtra Open Пуне, Індія ATP Tour 250 $589,680 – Тверде – 28S/16Q/16D Одиночний розряд – Парний розряд | Роган Бопанна Дівідж Шаран 6–3, 6–4 | Люк Бембрідж Джонні О'Мара | Жиль Сімон Стів Дарсіс                                  | Хауме Мунар Бенуа Пер Малік Джазірі Ернестс Гулбіс                           |
| 7 січня           | Sydney International Сідней, Австралія ATP Tour 250 $589,680 – Тверде – 28S/16Q/16D Одиночний розряд – Парний розряд | Алекс де Мінор 7–5, 7–6(7–5) | Андреас Сеппі | Дієго Шварцман Жиль Сімон                               | Стефанос Ціціпас Нісіока Йосіхіто Джон Міллман Джордан Томпсон               |
| 7 січня           | Sydney International Сідней, Австралія ATP Tour 250 $589,680 – Тверде – 28S/16Q/16D Одиночний розряд – Парний розряд | Джеймі Маррей Бруно Соарес 6–4, 6–3 | Хуан Себастьян Кабаль Роберт Фара | Дієго Шварцман Жиль Сімон                               | Стефанос Ціціпас Нісіока Йосіхіто Джон Міллман Джордан Томпсон               |
| 7 січня           | ASB Classic Окленд (Нова Зеландія), Нова Зеландія ATP Tour 250 $589,680 – Тверде – 28S/16Q/16D Одиночний розряд – Парний розряд | Тенніс Сендгрен 6–4, 6–2 | Кемерон Норрі | Ян-Леннард Штруфф Філіпп Кольшрайбер                    | Тейлор Фріц Пабло Карреньо Буста Леонардо Маєр Фабіо Фоніні                  |
| 7 січня           | ASB Classic Окленд (Нова Зеландія), Нова Зеландія ATP Tour 250 $589,680 – Тверде – 28S/16Q/16D Одиночний розряд – Парний розряд | Бен Маклахлан Ян-Леннард Штруфф 6–3, 6–4 | Равен Класен Майкл Вінус | Ян-Леннард Штруфф Філіпп Кольшрайбер                    | Тейлор Фріц Пабло Карреньо Буста Леонардо Маєр Фабіо Фоніні                  |
| 14 січня 21 січня | Відкритий чемпіонат Австралії з тенісу Мельбурн, Австралія Grand Slam A$28,814,100 – Тверде 128S/128Q/64D/32X Одиночний розряд – Парний розряд – Мікст | Новак Джокович 6–3, 6–2, 6–3 | Рафаель Надаль | Люка Пуй Стефанос Ціціпас                               | Нішікорі Кеі Милош Раонич Роберто Баутіста Аґут Френсіс Тіафо                |
| 14 січня 21 січня | Відкритий чемпіонат Австралії з тенісу Мельбурн, Австралія Grand Slam A$28,814,100 – Тверде 128S/128Q/64D/32X Одиночний розряд – Парний розряд – Мікст | П'єр-Юг Ербер Ніколя Маю 6–4, 7–6(7–1) | Генрі Контінен Джон Пірс (тенісист) | Люка Пуй Стефанос Ціціпас                               | Нішікорі Кеі Милош Раонич Роберто Баутіста Аґут Френсіс Тіафо                |
| 14 січня 21 січня | Відкритий чемпіонат Австралії з тенісу Мельбурн, Австралія Grand Slam A$28,814,100 – Тверде 128S/128Q/64D/32X Одиночний розряд – Парний розряд – Мікст | Барбора Крейчикова Ражів Рам 7–6(7–3), 6–1 | Астра Шарма Джон-Патрік Сміт | Люка Пуй Стефанос Ціціпас                               | Нішікорі Кеі Милош Раонич Роберто Баутіста Аґут Френсіс Тіафо                |
| 28 січня          | Davis Cup Уберландія, Бразилія – Ґрунт (i) Ташкент, Узбекистан – Тверде (i) Аделаїда, Австралія – Тверде Колката, Індія – Трава Франкфурт-на-Майні, Німеччина – Тверде (i) Біль (місто), Швейцарія – Тверде (i) Нур-Султан, Казахстан – Тверде (i) Острава, Чехія – Тверде (i) Богота, Колумбія – Ґрунт (i) Зальцбург, Австрія – Ґрунт (i) Братислава, Словаччина – Ґрунт (i) Ґуанчжоу, КНР – Тверде | Переможці кваліфікації Бельгія 3–1 · Сербія 3–2 · Австралія 4–0 · Італія 3–1 · Німеччина 5–0 · Росія 3–1 · Казахстан 3–1 · Нідерланди 3–1 · Колумбія 4–0 · Чилі 3–2 · Канада 3–2 · Японія 3–2 · | Зазнали поразки Бразилія · Узбекистан · Боснія і Герцеговина · Індія · Угорщина · Швейцарія · Португалія · Чехія · Швеція · Австрія · Словаччина · Китай |                                                         |                                                                              |

### Лютий
| Тиждень   | Турнір | Чемпіони                                              | Фіналісти                              | Півфіналісти                    | Чвертьфіналісти                                                         |
| --------- | --- | ----------------------------------------------------- | -------------------------------------- | ------------------------------- | ----------------------------------------------------------------------- |
| 4 лютого  | Open Sud de France Монпельє, Франція ATP Tour 250 €586,140 – Тверде (i) – 28S/16Q/16D Одиночний розряд – Парний розряд                | Жо-Вілфрід Тсонга 6–4, 6–2                            | П'єр-Юг Ербер                          | Раду Албот Томаш Бердих         | Маркос Багдатіс Жеремі Шарді Денис Шаповалов Філіп Країнович            |
| 4 лютого  | Open Sud de France Монпельє, Франція ATP Tour 250 €586,140 – Тверде (i) – 28S/16Q/16D Одиночний розряд – Парний розряд                | Іван Додіг Едуар Роже-Васслен 6–4, 6–3                | Бенжамен Бонзі Антуан Оан              | Раду Албот Томаш Бердих         | Маркос Багдатіс Жеремі Шарді Денис Шаповалов Філіп Країнович            |
| 4 лютого  | Sofia Open Софія, Болгарія ATP Tour 250 €586,140 – Тверде (i) – 28S/16Q/16D Одиночний розряд – Парний розряд                          | Данило Медведєв 6–4, 6–3                              | Мартон Фучович                         | Маттео Берреттіні Гаель Монфіс  | Фернандо Вердаско Роберто Баутіста Аґут Мартін Кліжан Стефанос Ціціпас  |
| 4 лютого  | Sofia Open Софія, Болгарія ATP Tour 250 €586,140 – Тверде (i) – 28S/16Q/16D Одиночний розряд – Парний розряд                          | Нікола Мектич Юрген Мельцер 6–2, 4–6, [10–2]          | Hsieh Cheng-peng Крістофер Рунґкат     | Маттео Берреттіні Гаель Монфіс  | Фернандо Вердаско Роберто Баутіста Аґут Мартін Кліжан Стефанос Ціціпас  |
| 4 лютого  | Córdoba Open Кордова (місто, Аргентина), Аргентина ATP Tour 250 $589,680 – Ґрунт (red) – 28S/16Q/16D Одиночний розряд – Парний розряд | Juan Ignacio Londero 3–6, 7–5, 6–1                    | Гідо Пелья                             | Пабло Куевас Федеріко Дельбоніс | Аляж Бедене Дієго Шварцман Pedro Cachín Хауме Мунар                     |
| 4 лютого  | Córdoba Open Кордова (місто, Аргентина), Аргентина ATP Tour 250 $589,680 – Ґрунт (red) – 28S/16Q/16D Одиночний розряд – Парний розряд | Роман Єбави Андрес Мольтені 6–4, 7–6(7–4)             | Максімо Гонсалес Орасіо Себальйос      | Пабло Куевас Федеріко Дельбоніс | Аляж Бедене Дієго Шварцман Pedro Cachín Хауме Мунар                     |
| 11 лютого | Rotterdam Open Роттердам, Нідерланди ATP Tour 500 €2,098,480 – Тверде (i) – 32S/16Q/16D Одиночний розряд – Парний розряд              | Гаель Монфіс 6–3, 1–6, 6–2                            | Стен Вавринка                          | Нішікорі Кеі Данило Медведєв    | Мартон Фучович Денис Шаповалов Дамір Джумхур Жо-Вілфрід Тсонга          |
| 11 лютого | Rotterdam Open Роттердам, Нідерланди ATP Tour 500 €2,098,480 – Тверде (i) – 32S/16Q/16D Одиночний розряд – Парний розряд              | Жеремі Шарді Генрі Контінен 7–6(7–5), 7–6(7–4)        | Жан-Жульєн Роєр Горія Текеу            | Нішікорі Кеі Данило Медведєв    | Мартон Фучович Денис Шаповалов Дамір Джумхур Жо-Вілфрід Тсонга          |
| 11 лютого | New York Open Юніондейл (Нью-Йорк), США ATP Tour 250 $777,385 – Тверде (i) – 28S/16Q/16D Одиночний розряд – Парний розряд             | Рейллі Опелка 6–1, 6–7(7–9), 7–6(9–7)                 | Брейден Шнур                           | Джон Ізнер Сем Кверрі           | Джордан Томпсон Гільєрмо Гарсія-Лопес Паоло Лоренці Джейсон Янґ         |
| 11 лютого | New York Open Юніондейл (Нью-Йорк), США ATP Tour 250 $777,385 – Тверде (i) – 28S/16Q/16D Одиночний розряд – Парний розряд             | Кевін Кравіц Андреас Міс 6–4, 7–5                     | Сантьяго Гонсалес Айсам-уль-Хак Куреші | Джон Ізнер Сем Кверрі           | Джордан Томпсон Гільєрмо Гарсія-Лопес Паоло Лоренці Джейсон Янґ         |
| 11 лютого | Argentina Open Буенос-Айрес, Аргентина ATP Tour 250 $673,135 – Ґрунт (red) – 28S/16Q/16D Одиночний розряд – Парний розряд             | Марко Чеккінато 6–1, 6–2                              | Дієго Шварцман                         | Домінік Тім Гідо Пелья          | Пабло Куевас Альберт Рамос Віньолас Роберто Карбальєс-Баена Хауме Мунар |
| 11 лютого | Argentina Open Буенос-Айрес, Аргентина ATP Tour 250 $673,135 – Ґрунт (red) – 28S/16Q/16D Одиночний розряд – Парний розряд             | Максімо Гонсалес Орасіо Себальйос 6–1, 6–1            | Дієго Шварцман Домінік Тім             | Домінік Тім Гідо Пелья          | Пабло Куевас Альберт Рамос Віньолас Роберто Карбальєс-Баена Хауме Мунар |
| 18 лютого | Rio Open Ріо-де-Жанейро, Бразилія ATP Tour 500 $1,937,740 – Ґрунт (red) – 32S/16Q/16D Одиночний розряд – Парний розряд                | Ласло Дьєр 6–3, 7–5                                   | Фелікс Оже-Аліассім                    | Аляж Бедене Пабло Куевас        | Каспер Рууд Уго Дельєн Альберт Рамос Віньолас Хауме Мунар               |
| 18 лютого | Rio Open Ріо-де-Жанейро, Бразилія ATP Tour 500 $1,937,740 – Ґрунт (red) – 32S/16Q/16D Одиночний розряд – Парний розряд                | Максімо Гонсалес Ніколас Джаррі 6–7(3–7), 6–3, [10–7] | Томас Беллуччі Рожеріу Дутра Сілва     | Аляж Бедене Пабло Куевас        | Каспер Рууд Уго Дельєн Альберт Рамос Віньолас Хауме Мунар               |
| 18 лютого | Open 13 Марсель, Франція ATP Tour 250 €744,010 – Тверде (i) – 28S/16Q/16D Одиночний розряд – Парний розряд                            | Стефанос Ціціпас 7–5, 7–6(7–5)                        | Михайло Кукушкін                       | Давід Ґоффен Уго Юмбер          | Сергій Стаховський Жиль Сімон Андрій Рубльов Маттіас Бахінгер           |
| 18 лютого | Open 13 Марсель, Франція ATP Tour 250 €744,010 – Тверде (i) – 28S/16Q/16D Одиночний розряд – Парний розряд                            | Жеремі Шарді Фабріс Мартен 6–3, 6–7(4–7), [10–3]      | Бен Маклахлан Матве Мідделкоп          | Давід Ґоффен Уго Юмбер          | Сергій Стаховський Жиль Сімон Андрій Рубльов Маттіас Бахінгер           |
| 18 лютого | Delray Beach Open Делрей-Біч, США ATP Tour 250 $651,215 – Тверде – 32S/16Q/16D Одиночний розряд – Парний розряд                       | Раду Албот 3–6, 6–3, 7–6(9–7)                         | Ден Еванс                              | Маккензі Макдоналд Джон Ізнер   | Хуан Мартін дель Потро Стів Джонсон Андреас Сеппі Адріан Маннаріно      |
| 18 лютого | Delray Beach Open Делрей-Біч, США ATP Tour 250 $651,215 – Тверде – 32S/16Q/16D Одиночний розряд – Парний розряд                       | Боб Браян Майк Браян 7–6(7–5), 6–4                    | Кен Скупскі Ніл Скупскі                | Маккензі Макдоналд Джон Ізнер   | Хуан Мартін дель Потро Стів Джонсон Андреас Сеппі Адріан Маннаріно      |
| 25 лютого | Dubai Tennis Championships Дубай, ОАЕ ATP Tour 500 $2,887,895 – Тверде – 32S/16Q/16D Одиночний розряд – Парний розряд                 | Роджер Федерер 6–4, 6–4                               | Стефанос Ціціпас                       | Гаель Монфіс Борна Чорич        | Губерт Гуркач Річардас Беранкіс Ніколоз Басілашвілі Мартон Фучович      |
| 25 лютого | Dubai Tennis Championships Дубай, ОАЕ ATP Tour 500 $2,887,895 – Тверде – 32S/16Q/16D Одиночний розряд – Парний розряд                 | Ражів Рам Джо Солсбері 7–6(7–4), 6–3                  | Бен Маклахлан Ян-Леннард Штруфф        | Гаель Монфіс Борна Чорич        | Губерт Гуркач Річардас Беранкіс Ніколоз Басілашвілі Мартон Фучович      |
| 25 лютого | Abierto Mexicano Telcel Акапулько, Мексика ATP Tour 500 $1,931,110 – Тверде – 32S/16Q/16D Одиночний розряд – Парний розряд            | Нік Киріос 6–3, 6–4                                   | Александр Зверєв                       | Джон Ізнер Кемерон Норрі        | Стен Вавринка Джон Міллман Маккензі Макдоналд Алекс де Мінор            |
| 25 лютого | Abierto Mexicano Telcel Акапулько, Мексика ATP Tour 500 $1,931,110 – Тверде – 32S/16Q/16D Одиночний розряд – Парний розряд            | Александр Зверєв Міша Зверєв 2–6, 7–6(7–4), [10–5]    | Остін Крайчек Артем Сітак              | Джон Ізнер Кемерон Норрі        | Стен Вавринка Джон Міллман Маккензі Макдоналд Алекс де Мінор            |
| 25 лютого | Brasil Open Сан-Паулу, Бразилія ATP Tour 250 $618,810 – Ґрунт (red) (i) – 28S/16Q/16D Одиночний розряд – Парний розряд                | Гідо Пелья 7–5, 6–3                                   | Крістіан Гарін                         | Каспер Рууд Ласло Дьєр          | Уго Дельєн Леонардо Маєр Марко Трунгелліті Фелікс Оже-Аліассім          |
| 25 лютого | Brasil Open Сан-Паулу, Бразилія ATP Tour 250 $618,810 – Ґрунт (red) (i) – 28S/16Q/16D Одиночний розряд – Парний розряд                | Федеріко Дельбоніс Максімо Гонсалес 6–4, 6–3          | Люк Бембрідж Джонні О'Мара             | Каспер Рууд Ласло Дьєр          | Уго Дельєн Леонардо Маєр Марко Трунгелліті Фелікс Оже-Аліассім          |

### Березень
| Тиждень               | Турнір | Чемпіони                                        | Фіналісти                     | Півфіналісти                        | Чвертьфіналісти                                                |
| --------------------- | --- | ----------------------------------------------- | ----------------------------- | ----------------------------------- | -------------------------------------------------------------- |
| 4 березня 11 березня  | BNP Paribas Open Індіан-Веллс (Каліфорнія), США ATP Tour Masters 1000 $9,314,875 – Тверде – 96S/48Q/32D Одиночний розряд – Парний розряд | Домінік Тім 3–6, 6–3, 7–5                       | Роджер Федерер                | Милош Раонич Рафаель Надаль         | Гаель Монфіс Міомір Кецмановіч Губерт Гуркач Карен Хачанов     |
| 4 березня 11 березня  | BNP Paribas Open Індіан-Веллс (Каліфорнія), США ATP Tour Masters 1000 $9,314,875 – Тверде – 96S/48Q/32D Одиночний розряд – Парний розряд | Нікола Мектич Орасіо Себальйос 4–6, 6–4, [10–3] | Лукаш Кубот Марсело Мело      | Милош Раонич Рафаель Надаль         | Гаель Монфіс Міомір Кецмановіч Губерт Гуркач Карен Хачанов     |
| 18 березня 25 березня | Miami Open Кі-Біскейн (Флорида), США ATP Tour Masters 1000 $9,314,875 – Тверде – 96S/48Q/32D Одиночний розряд – Парний розряд            | Роджер Федерер 6–1, 6–4                         | Джон Ізнер                    | Фелікс Оже-Аліассім Денис Шаповалов | Роберто Баутіста Аґут Борна Чорич Кевін Андерсон Френсіс Тіафо |
| 18 березня 25 березня | Miami Open Кі-Біскейн (Флорида), США ATP Tour Masters 1000 $9,314,875 – Тверде – 96S/48Q/32D Одиночний розряд – Парний розряд            | Боб Браян Майк Браян 7–5, 7–6(10–8)             | Веслі Колгоф Стефанос Ціціпас | Фелікс Оже-Аліассім Денис Шаповалов | Роберто Баутіста Аґут Борна Чорич Кевін Андерсон Френсіс Тіафо |

### Квітень
| Тиждень   | Турнір | Чемпіони                                                | Фіналісти                        | Півфіналісти                            | Чвертьфіналісти                                                     |
| --------- | --- | ------------------------------------------------------- | -------------------------------- | --------------------------------------- | ------------------------------------------------------------------- |
| 1 квітня  | No турніри scheduled. | No турніри scheduled.                                   | No турніри scheduled.            | No турніри scheduled.                   | No турніри scheduled.                                               |
| 8 квітня  | U.S. Men's Clay Court Championships Х'юстон, США ATP Tour 250 $652,245 − Ґрунт (Maroon) − 28S/16Q/16D Одиночний розряд − Парний розряд           | Крістіан Гарін 7–6(7–4), 4–6, 6–3                       | Каспер Рууд                      | Даніель Елагі Ґалан Сем Кверрі          | Джордан Томпсон Марсель Гранольєрс Янко Типсаревич Генрі Лааксонен  |
| 8 квітня  | U.S. Men's Clay Court Championships Х'юстон, США ATP Tour 250 $652,245 − Ґрунт (Maroon) − 28S/16Q/16D Одиночний розряд − Парний розряд           | Сантьяго Гонсалес Айсам-уль-Хак Куреші 3–6, 6–4, [10–6] | Кен Скупскі Ніл Скупскі          | Даніель Елагі Ґалан Сем Кверрі          | Джордан Томпсон Марсель Гранольєрс Янко Типсаревич Генрі Лааксонен  |
| 8 квітня  | Grand Prix Hassan II Марракеш, Марокко ATP Tour 250 €586,140 − Ґрунт (red) − 32S/16Q/16D Одиночний розряд − Парний розряд                        | Бенуа Пер 6–2, 6–3                                      | Пабло Андухар                    | Жо-Вілфрід Тсонга Жиль Сімон            | Хауме Мунар Лоренцо Сонего Даніель Таро Їржі Веселий                |
| 8 квітня  | Grand Prix Hassan II Марракеш, Марокко ATP Tour 250 €586,140 − Ґрунт (red) − 32S/16Q/16D Одиночний розряд − Парний розряд                        | Юрген Мельцер Франко Шкугор 6–4, 7–6(8–6)               | Матве Мідделкоп Фредерік Нільсен | Жо-Вілфрід Тсонга Жиль Сімон            | Хауме Мунар Лоренцо Сонего Даніель Таро Їржі Веселий                |
| 15 квітня | Monte-Carlo Masters Рокбрюн-Кап-Мартен, Франція ATP Tour Masters 1000 €5,585,030 – Ґрунт (red) – 56S/28Q/32D Одиночний розряд − Парний розряд    | Фабіо Фоніні 6–3, 6–4                                   | Душан Лайович                    | Данило Медведєв Рафаель Надаль          | Новак Джокович Лоренцо Сонего Борна Чорич Гідо Пелья                |
| 15 квітня | Monte-Carlo Masters Рокбрюн-Кап-Мартен, Франція ATP Tour Masters 1000 €5,585,030 – Ґрунт (red) – 56S/28Q/32D Одиночний розряд − Парний розряд    | Нікола Мектич Франко Шкугор 6–7(3–7), 7–6(7–3), [11–9]  | Робін Гаасе Веслі Колгоф         | Данило Медведєв Рафаель Надаль          | Новак Джокович Лоренцо Сонего Борна Чорич Гідо Пелья                |
| 22 квітня | Barcelona Open Барселона, Іспанія ATP Tour 500 €2,746,455 − Ґрунт (red) − 48S/24Q/16D Одиночний розряд − Парний розряд                           | Домінік Тім 6–4, 6–0                                    | Данило Медведєв                  | Рафаель Надаль Нішікорі Кеі             | Ян-Леннард Штруфф Гідо Пелья Роберто Карбальєс-Баена Ніколас Джаррі |
| 22 квітня | Barcelona Open Барселона, Іспанія ATP Tour 500 €2,746,455 − Ґрунт (red) − 48S/24Q/16D Одиночний розряд − Парний розряд                           | Хуан Себастьян Кабаль Роберт Фара 6–4, 7–6(7–4)         | Джеймі Маррей Бруно Соарес       | Рафаель Надаль Нішікорі Кеі             | Ян-Леннард Штруфф Гідо Пелья Роберто Карбальєс-Баена Ніколас Джаррі |
| 22 квітня | Hungarian Open Будапешт, Угорщина ATP Tour 250 €586,140 − Ґрунт (red) − 28S/16Q/16D Одиночний розряд − Парний розряд                             | Маттео Берреттіні 4–6, 6–3, 6–1                         | Філіп Країнович                  | Ласло Дьєр П'єр-Юг Ербер                | Пабло Куевас Ніколоз Басілашвілі Аттіла Балаж Борна Чорич           |
| 22 квітня | Hungarian Open Будапешт, Угорщина ATP Tour 250 €586,140 − Ґрунт (red) − 28S/16Q/16D Одиночний розряд − Парний розряд                             | Кен Скупскі Ніл Скупскі 6–3, 6–4                        | Маркус Даніелл Веслі Колгоф      | Ласло Дьєр П'єр-Юг Ербер                | Пабло Куевас Ніколоз Басілашвілі Аттіла Балаж Борна Чорич           |
| 29 квітня | Estoril Open Кашкайш, Португалія ATP Tour 250 €586,140 − Ґрунт (red) − 28S/16Q/16D Одиночний розряд − Парний розряд                              | Стефанос Ціціпас 6–3, 7–6(7–4)                          | Пабло Куевас                     | Давід Ґоффен Алехандро Давидович Фокіна | Жоао Домінгес Малік Джазірі Гаель Монфіс Френсіс Тіафо              |
| 29 квітня | Estoril Open Кашкайш, Португалія ATP Tour 250 €586,140 − Ґрунт (red) − 28S/16Q/16D Одиночний розряд − Парний розряд                              | Жеремі Шарді Фабріс Мартен 7–5, 7–6(7–3)                | Люк Бембрідж Джонні О'Мара       | Давід Ґоффен Алехандро Давидович Фокіна | Жоао Домінгес Малік Джазірі Гаель Монфіс Френсіс Тіафо              |
| 29 квітня | Bavarian International Tennis Championships Мюнхен, Німеччина ATP Tour 250 €586,140 − Ґрунт (red) − 28S/16Q/16D Одиночний розряд − Парний розряд | Крістіан Гарін 6–1, 3–6, 7–6(7–1)                       | Маттео Берреттіні                | Марко Чеккінато Роберто Баутіста Аґут   | Александр Зверєв Мартон Фучович Гідо Пелья Філіпп Кольшрайбер       |
| 29 квітня | Bavarian International Tennis Championships Мюнхен, Німеччина ATP Tour 250 €586,140 − Ґрунт (red) − 28S/16Q/16D Одиночний розряд − Парний розряд | Фредерік Нільсен Тім Пютц 6–4, 6–2                      | Марсело Демолінер Дівідж Шаран   | Марко Чеккінато Роберто Баутіста Аґут   | Александр Зверєв Мартон Фучович Гідо Пелья Філіпп Кольшрайбер       |

### Травень
| Тиждень            | Турнір | Чемпіони                                   | Фіналісти                     | Півфіналісти                    | Чвертьфіналісти                                                      |
| ------------------ | --- | ------------------------------------------ | ----------------------------- | ------------------------------- | -------------------------------------------------------------------- |
| 6 травня           | Mutua Madrid Open Мадрид, Іспанія ATP Tour Masters 1000 €7,279,270 − Ґрунт (red) − 56S/28Q/32D Одиночний розряд − Парний розряд                     | Новак Джокович 6–3, 6–4                    | Стефанос Ціціпас              | Домінік Тім Рафаель Надаль      | Марин Чилич Роджер Федерер Александр Зверєв Стен Вавринка            |
| 6 травня           | Mutua Madrid Open Мадрид, Іспанія ATP Tour Masters 1000 €7,279,270 − Ґрунт (red) − 56S/28Q/32D Одиночний розряд − Парний розряд                     | Жан-Жульєн Роєр Горія Текеу 6–2, 6–3       | Дієго Шварцман Домінік Тім    | Домінік Тім Рафаель Надаль      | Марин Чилич Роджер Федерер Александр Зверєв Стен Вавринка            |
| 13 травня          | Italian Open 2019 (теніс) Rome, Італія ATP Tour Masters 1000 €5,791,280 − Ґрунт (red) − 56S/28Q/32D Одиночний розряд − Парний розряд                | Рафаель Надаль 6–0, 4–6, 6–1               | Новак Джокович                | Дієго Шварцман Стефанос Ціціпас | Хуан Мартін дель Потро Нішікорі Кеі Роджер Федерер Фернандо Вердаско |
| 13 травня          | Italian Open 2019 (теніс) Rome, Італія ATP Tour Masters 1000 €5,791,280 − Ґрунт (red) − 56S/28Q/32D Одиночний розряд − Парний розряд                | Хуан Себастьян Кабаль Роберт Фара 6–1, 6–3 | Равен Класен Майкл Вінус      | Дієго Шварцман Стефанос Ціціпас | Хуан Мартін дель Потро Нішікорі Кеі Роджер Федерер Фернандо Вердаско |
| 20 травня          | Geneva Open Женева, Швейцарія ATP Tour 250 €586,140 − Ґрунт (red) − 28S/16Q/16D Одиночний розряд – Парний розряд                                    | Александр Зверєв 6–3, 3–6, 7–6(10–8)       | Ніколас Джаррі                | Федеріко Дельбоніс Раду Албот   | Уго Дельєн Альберт Рамос Віньолас Даніель Таро Дамір Джумхур         |
| 20 травня          | Geneva Open Женева, Швейцарія ATP Tour 250 €586,140 − Ґрунт (red) − 28S/16Q/16D Одиночний розряд – Парний розряд                                    | Олівер Марах Мате Павич 6–4, 6–4           | Меттью Ебден Роберт Ліндстедт | Федеріко Дельбоніс Раду Албот   | Уго Дельєн Альберт Рамос Віньолас Даніель Таро Дамір Джумхур         |
| 20 травня          | Lyon Open Ліон, Франція ATP Tour 250 €586,140 − Ґрунт (red) − 28S/16Q/16D Одиночний розряд – Парний розряд                                          | Бенуа Пер 6–4, 6–3                         | Фелікс Оже-Аліассім           | Ніколоз Басілашвілі Тейлор Фріц | Жо-Вілфрід Тсонга Стів Джонсон Денис Шаповалов Роберто Баутіста Аґут |
| 20 травня          | Lyon Open Ліон, Франція ATP Tour 250 €586,140 − Ґрунт (red) − 28S/16Q/16D Одиночний розряд – Парний розряд                                          | Іван Додіг Едуар Роже-Васслен 6–4, 6–3     | Кен Скупскі Ніл Скупскі       | Ніколоз Басілашвілі Тейлор Фріц | Жо-Вілфрід Тсонга Стів Джонсон Денис Шаповалов Роберто Баутіста Аґут |
| 27 травня 3 червня | Відкритий чемпіонат Франції з тенісу Paris, Франція Grand Slam €20,297,500 − Ґрунт (red) 128S/128Q/64D/32X Одиночний розряд – Парний розряд – Мікст | Рафаель Надаль 6–3, 5–7, 6–1, 6–1          | Домінік Тім                   | Новак Джокович Роджер Федерер   | Александр Зверєв Карен Хачанов Стен Вавринка Нішікорі Кеі            |
| 27 травня 3 червня | Відкритий чемпіонат Франції з тенісу Paris, Франція Grand Slam €20,297,500 − Ґрунт (red) 128S/128Q/64D/32X Одиночний розряд – Парний розряд – Мікст | Кевін Кравіц Андреас Міс 6–2, 7–6(7–3)     | Жеремі Шарді Фабріс Мартен    | Новак Джокович Роджер Федерер   | Александр Зверєв Карен Хачанов Стен Вавринка Нішікорі Кеі            |
| 27 травня 3 червня | Відкритий чемпіонат Франції з тенісу Paris, Франція Grand Slam €20,297,500 − Ґрунт (red) 128S/128Q/64D/32X Одиночний розряд – Парний розряд – Мікст | Латіша Чжань Іван Додіг 6–1, 7–6(7–5)      | Габріела Дабровскі Мате Павич | Новак Джокович Роджер Федерер   | Александр Зверєв Карен Хачанов Стен Вавринка Нішікорі Кеі            |

### Червень
| Тиждень   | Турнір | Чемпіони                                                | Фіналісти                         | Півфіналісти                         | Чвертьфіналісти                                                  |
| --------- | --- | ------------------------------------------------------- | --------------------------------- | ------------------------------------ | ---------------------------------------------------------------- |
| 10 червня | Stuttgart Open Штутгарт, Німеччина ATP Tour 250 €754,540 − Трава − 28S/16Q/16D Одиночний розряд − Парний розряд                         | Маттео Берреттіні 6–4, 7–6(13–11)                       | Фелікс Оже-Аліассім               | Милош Раонич Ян-Леннард Штруфф       | Дастін Браун Мартон Фучович Люка Пуй Деніс Кудла                 |
| 10 червня | Stuttgart Open Штутгарт, Німеччина ATP Tour 250 €754,540 − Трава − 28S/16Q/16D Одиночний розряд − Парний розряд                         | Джон Пірс (тенісист) Бруно Соарес 7–5, 6–3              | Роган Бопанна Денис Шаповалов     | Милош Раонич Ян-Леннард Штруфф       | Дастін Браун Мартон Фучович Люка Пуй Деніс Кудла                 |
| 10 червня | Rosmalen Grass Court Championships Гертогенбос, Нідерланди ATP Tour 250 €711,275 − Трава − 28S/16Q/16D Одиночний розряд − Парний розряд | Адріан Маннаріно 7–6(9–7), 6–3                          | Джордан Томпсон                   | Рішар Гаске Борна Чорич              | Ніколас Джаррі Алекс де Мінор Давід Ґоффен Крістіан Гарін        |
| 10 червня | Rosmalen Grass Court Championships Гертогенбос, Нідерланди ATP Tour 250 €711,275 − Трава − 28S/16Q/16D Одиночний розряд − Парний розряд | Домінік Інглот Остін Крайчек 6–4, 4–6, [10–4]           | Маркус Даніелл Веслі Колгоф       | Рішар Гаске Борна Чорич              | Ніколас Джаррі Алекс де Мінор Давід Ґоффен Крістіан Гарін        |
| 17 червня | Halle Open Галле (Вестфалія), Німеччина ATP Tour 500 €2,219,150 − Трава − 32S/16Q/16D Одиночний розряд − Парний розряд                  | Роджер Федерер 7–6(7–2), 6–1                            | Давід Ґоффен                      | П'єр-Юг Ербер Маттео Берреттіні      | Роберто Баутіста Аґут Борна Чорич Карен Хачанов Александр Зверєв |
| 17 червня | Halle Open Галле (Вестфалія), Німеччина ATP Tour 500 €2,219,150 − Трава − 32S/16Q/16D Одиночний розряд − Парний розряд                  | Равен Класен Майкл Вінус 4–6, 6–3, [10–4]               | Лукаш Кубот Марсело Мело          | П'єр-Юг Ербер Маттео Берреттіні      | Роберто Баутіста Аґут Борна Чорич Карен Хачанов Александр Зверєв |
| 17 червня | Queen's Club Championships London, Велика Британія ATP Tour 500 €2,219,150 − Трава − 32S/16Q/16D Одиночний розряд − Парний розряд       | Фелісіано Лопес 6–2, 6–7(4–7), 7–6(7–2)                 | Жиль Сімон                        | Фелікс Оже-Аліассім Данило Медведєв  | Стефанос Ціціпас Милош Раонич Дієго Шварцман Ніколя Маю          |
| 17 червня | Queen's Club Championships London, Велика Британія ATP Tour 500 €2,219,150 − Трава − 32S/16Q/16D Одиночний розряд − Парний розряд       | Фелісіано Лопес Енді Маррей 7–6(8–6), 5–7, [10–5]       | Ражів Рам Джо Солсбері            | Фелікс Оже-Аліассім Данило Медведєв  | Стефанос Ціціпас Милош Раонич Дієго Шварцман Ніколя Маю          |
| 24 червня | Eastbourne International Істборн, Велика Британія ATP Tour 250 €745,880 − Трава − 28S/16Q/16D Одиночний розряд − Парний розряд          | Тейлор Фріц 6–3, 6–4                                    | Сем Кверрі                        | Кайл Едмунд Томас Фаббіано           | Губерт Гуркач Ден Еванс Фернандо Вердаско Жиль Сімон             |
| 24 червня | Eastbourne International Істборн, Велика Британія ATP Tour 250 €745,880 − Трава − 28S/16Q/16D Одиночний розряд − Парний розряд          | Хуан Себастьян Кабаль Роберт Фара 3–6, 7–6(7–4), [10–6] | Максімо Гонсалес Орасіо Себальйос | Кайл Едмунд Томас Фаббіано           | Губерт Гуркач Ден Еванс Фернандо Вердаско Жиль Сімон             |
| 24 червня | Antalya Open Анталія, Туреччина ATP Tour 250 €507,490 – Трава – 28S/16Q/16D Одиночний розряд – Парний розряд                            | Лоренцо Сонего 6–7(5–7), 7–6(7–5), 6–1                  | Міомір Кецмановіч                 | Джордан Томпсон Пабло Карреньо Буста | Віктор Троїцький Дамір Джумхур Бернард Томіч Адріан Маннаріно    |
| 24 червня | Antalya Open Анталія, Туреччина ATP Tour 250 €507,490 – Трава – 28S/16Q/16D Одиночний розряд – Парний розряд                            | Джонатан Ерліх Артем Сітак 6–3, 6–4                     | Іван Додіг Філіп Полашек          | Джордан Томпсон Пабло Карреньо Буста | Віктор Троїцький Дамір Джумхур Бернард Томіч Адріан Маннаріно    |

### Липень
| Тиждень         | Турнір | Чемпіони                                                                      | Фіналісти                                | Півфіналісти                              | Чвертьфіналісти                                                            |
| --------------- | --- | ----------------------------------------------------------------------------- | ---------------------------------------- | ----------------------------------------- | -------------------------------------------------------------------------- |
| 1 липня 8 липня | Вімблдонський турнір London, Велика Британія Grand Slam £17,984,000 – Трава 128S/128Q/64D/48X Одиночний розряд – Парний розряд – Мікст | Новак Джокович 7–6(7–5), 1–6, 7–6(7–4), 4–6, 13–12(7–3)                       | Роджер Федерер                           | Роберто Баутіста Аґут Рафаель Надаль      | Давід Ґоффен Гідо Пелья Сем Кверрі Нішікорі Кеі                            |
| 1 липня 8 липня | Вімблдонський турнір London, Велика Британія Grand Slam £17,984,000 – Трава 128S/128Q/64D/48X Одиночний розряд – Парний розряд – Мікст | Хуан Себастьян Кабаль Роберт Фара 6–7(5–7), 7–6(7–5), 7–6(8–6), 6–7(5–7), 6–3 | Ніколя Маю Едуар Роже-Васслен            | Роберто Баутіста Аґут Рафаель Надаль      | Давід Ґоффен Гідо Пелья Сем Кверрі Нішікорі Кеі                            |
| 1 липня 8 липня | Вімблдонський турнір London, Велика Британія Grand Slam £17,984,000 – Трава 128S/128Q/64D/48X Одиночний розряд – Парний розряд – Мікст | Іван Додіг Латіша Чжань 6–2, 6–3                                              | Роберт Ліндстедт Олена Остапенко         | Роберто Баутіста Аґут Рафаель Надаль      | Давід Ґоффен Гідо Пелья Сем Кверрі Нішікорі Кеі                            |
| 15 липня        | Hall of Fame Open Ньюпорт (Род-Айленд), США ATP Tour 250 $652,245 − Трава − 28S/16Q/16D Одиночний розряд − Парний розряд               | Джон Ізнер 7–6(7–2), 6–3                                                      | Олександр Бублик                         | Уго Юмбер Марсель Гранольєрс              | Меттью Ебден Ілля Івашко Міша Зверєв Тенніс Сендгрен                       |
| 15 липня        | Hall of Fame Open Ньюпорт (Род-Айленд), США ATP Tour 250 $652,245 − Трава − 28S/16Q/16D Одиночний розряд − Парний розряд               | Марсель Гранольєрс Сергій Стаховський 6–7(10–12), 6–4, [13–11]                | Марсело Аревало Мігель Ангел Реєс-Варела | Уго Юмбер Марсель Гранольєрс              | Меттью Ебден Ілля Івашко Міша Зверєв Тенніс Сендгрен                       |
| 15 липня        | Swedish Open Бостад, Швеція ATP Tour 250 €586,140 − Ґрунт (red) − 28S/16Q/16D Одиночний розряд − Парний розряд                         | Ніколас Джаррі 7–6(9–7), 6–4                                                  | Juan Ignacio Londero                     | Федеріко Дельбоніс Альберт Рамос Віньолас | Жеремі Шарді Жуан Соуза Рішар Гаске Роберто Карбальєс-Баена                |
| 15 липня        | Swedish Open Бостад, Швеція ATP Tour 250 €586,140 − Ґрунт (red) − 28S/16Q/16D Одиночний розряд − Парний розряд                         | Сандер Жіє Йоран Вліґен 6–7(5–7), 7–5, [10–5]                                 | Федеріко Дельбоніс Орасіо Себальйос      | Федеріко Дельбоніс Альберт Рамос Віньолас | Жеремі Шарді Жуан Соуза Рішар Гаске Роберто Карбальєс-Баена                |
| 15 липня        | Croatia Open Умаг, Хорватія ATP Tour 250 €586,140 − Ґрунт (red) − 28S/16Q/16D Одиночний розряд − Парний розряд                         | Душан Лайович 7–5, 7–5                                                        | Аттіла Балаж                             | Ласло Дьєр Сальваторе Карузо              | Stefano Travaglia Леонардо Маєр Аляж Бедене Факундо Баньїс                 |
| 15 липня        | Croatia Open Умаг, Хорватія ATP Tour 250 €586,140 − Ґрунт (red) − 28S/16Q/16D Одиночний розряд − Парний розряд                         | Робін Гаасе Філіпп Освальд 7–5, 6–7(2–7), [14–12]                             | Олівер Марах Юрген Мельцер               | Ласло Дьєр Сальваторе Карузо              | Stefano Travaglia Леонардо Маєр Аляж Бедене Факундо Баньїс                 |
| 22 липня        | Hamburg European Open Гамбург, Німеччина ATP Tour 500 €1,855,490 − Ґрунт (red) − 32S/16Q/16D Одиночний розряд – Парний розряд          | Ніколоз Басілашвілі 7–5, 4–6, 6–3                                             | Андрій Рубльов                           | Пабло Карреньо Буста Александр Зверєв     | Домінік Тім Фабіо Фоніні Жеремі Шарді Філіп Країнович                      |
| 22 липня        | Hamburg European Open Гамбург, Німеччина ATP Tour 500 €1,855,490 − Ґрунт (red) − 32S/16Q/16D Одиночний розряд – Парний розряд          | Олівер Марах Юрген Мельцер 6–2, 7–6(7–3)                                      | Робін Гаасе Веслі Колгоф                 | Пабло Карреньо Буста Александр Зверєв     | Домінік Тім Фабіо Фоніні Жеремі Шарді Філіп Країнович                      |
| 22 липня        | Atlanta Open Атланта, США ATP Tour 250 $777,385 − Тверде − 28S/16Q/16D Одиночний розряд – Парний розряд                                | Алекс де Мінор 6–3, 7–6(7–2)                                                  | Тейлор Фріц                              | Рейллі Опелка Кемерон Норрі               | Ден Еванс Бернард Томіч Олексій Попирин Міомір Кецмановіч                  |
| 22 липня        | Atlanta Open Атланта, США ATP Tour 250 $777,385 − Тверде − 28S/16Q/16D Одиночний розряд – Парний розряд                                | Домінік Інглот Остін Крайчек 6–4, 6–7(5–7), [11–9]                            | Боб Браян Майк Браян                     | Рейллі Опелка Кемерон Норрі               | Ден Еванс Бернард Томіч Олексій Попирин Міомір Кецмановіч                  |
| 22 липня        | Swiss Open Gstaad, Швейцарія ATP Tour 250 €586,140 − Ґрунт (red) − 28S/16Q/16D Одиночний розряд – Парний розряд                        | Альберт Рамос Віньолас 6–3, 6–2                                               | Седрік-Марсель Штебе                     | Жуан Соуза Пабло Андухар                  | Роберто Баутіста Аґут Томас Фаббіано Душан Лайович Роберто Карбальєс-Баена |
| 22 липня        | Swiss Open Gstaad, Швейцарія ATP Tour 250 €586,140 − Ґрунт (red) − 28S/16Q/16D Одиночний розряд – Парний розряд                        | Сандер Жіє Йоран Вліґен 6–4, 6–3                                              | Філіпп Освальд Філіп Полашек             | Жуан Соуза Пабло Андухар                  | Роберто Баутіста Аґут Томас Фаббіано Душан Лайович Роберто Карбальєс-Баена |
| 29 липня        | Citi Open Вашингтон, США ATP Tour 500 $2,046,340 − Тверде − 48S/16Q/16D Одиночний розряд – Парний розряд                               | Нік Киріос 7–6(8–6), 7–6(7–4)                                                 | Данило Медведєв                          | Стефанос Ціціпас Петер Гойовчик           | Бенуа Пер Норберт Ґомбос Марин Чилич Кайл Едмунд                           |
| 29 липня        | Citi Open Вашингтон, США ATP Tour 500 $2,046,340 − Тверде − 48S/16Q/16D Одиночний розряд – Парний розряд                               | Равен Класен Майкл Вінус 3–6, 6–3, [10–2]                                     | Жан-Жульєн Роєр Горія Текеу              | Стефанос Ціціпас Петер Гойовчик           | Бенуа Пер Норберт Ґомбос Марин Чилич Кайл Едмунд                           |
| 29 липня        | Los Cabos Open Кабо-Сан-Лукас, Мексика ATP Tour 250 $858,565 − Тверде − 28S/16Q/16D Одиночний розряд – Парний розряд                   | Дієго Шварцман 7–6(8–6), 6–3                                                  | Тейлор Фріц                              | Раду Албот Гідо Пелья                     | Фабіо Фоніні Танасі Коккінакіс Михайло Кукушкін Kwon Soon-woo              |
| 29 липня        | Los Cabos Open Кабо-Сан-Лукас, Мексика ATP Tour 250 $858,565 − Тверде − 28S/16Q/16D Одиночний розряд – Парний розряд                   | Romain Arneodo Юго Нис 7–5, 5–7, [16–14]                                      | Домінік Інглот Остін Крайчек             | Раду Албот Гідо Пелья                     | Фабіо Фоніні Танасі Коккінакіс Михайло Кукушкін Kwon Soon-woo              |
| 29 липня        | Austrian Open Кіцбюель, Австрія ATP Tour 250 €586,140 − Ґрунт (red) − 28S/16Q/16D Одиночний розряд – Парний розряд                     | Домінік Тім 7–6(7–0), 6–1                                                     | Альберт Рамос Віньолас                   | Лоренцо Сонего Каспер Рууд                | Пабло Андухар Фернандо Вердаско Пабло Куевас Жеремі Шарді                  |
| 29 липня        | Austrian Open Кіцбюель, Австрія ATP Tour 250 €586,140 − Ґрунт (red) − 28S/16Q/16D Одиночний розряд – Парний розряд                     | Філіпп Освальд Філіп Полашек 6–4, 6–4                                         | Сандер Жіє Йоран Вліґен                  | Лоренцо Сонего Каспер Рууд                | Пабло Андухар Фернандо Вердаско Пабло Куевас Жеремі Шарді                  |

### Серпень
| Тиждень             | Турнір | Чемпіони                                       | Фіналісти                           | Півфіналісти                      | Чвертьфіналісти                                                 |
| ------------------- | --- | ---------------------------------------------- | ----------------------------------- | --------------------------------- | --------------------------------------------------------------- |
| 5 серпня            | Rogers Cup Монреаль, Канада ATP Tour Masters 1000 $6,338,885 − Тверде − 56S/28Q/32D Одиночний розряд – Парний розряд                           | Рафаель Надаль 6–3, 6–0                        | Данило Медведєв                     | Гаель Монфіс Карен Хачанов        | Фабіо Фоніні Роберто Баутіста Аґут Александр Зверєв Домінік Тім |
| 5 серпня            | Rogers Cup Монреаль, Канада ATP Tour Masters 1000 $6,338,885 − Тверде − 56S/28Q/32D Одиночний розряд – Парний розряд                           | Марсель Гранольєрс Орасіо Себальйос 7–5, 7–5   | Робін Гаасе Веслі Колгоф            | Гаель Монфіс Карен Хачанов        | Фабіо Фоніні Роберто Баутіста Аґут Александр Зверєв Домінік Тім |
| 12 серпня           | Western & Southern Open Мейсон (Огайо), США ATP Tour Masters 1000 $6,735,690 – Тверде – 56S/28Q/32D Одиночний розряд – Парний розряд           | Данило Медведєв 7–6(7–3), 6–4                  | Давід Ґоффен                        | Новак Джокович Рішар Гаске        | Люка Пуй Андрій Рубльов Роберто Баутіста Аґут Нісіока Йосіхіто  |
| 12 серпня           | Western & Southern Open Мейсон (Огайо), США ATP Tour Masters 1000 $6,735,690 – Тверде – 56S/28Q/32D Одиночний розряд – Парний розряд           | Іван Додіг Філіп Полашек 4–6, 6–4, [10–6]      | Хуан Себастьян Кабаль Роберт Фара   | Новак Джокович Рішар Гаске        | Люка Пуй Андрій Рубльов Роберто Баутіста Аґут Нісіока Йосіхіто  |
| 19 серпня           | Winston-Salem Open Вінстон-Сейлем, США ATP Tour 250 $807,210 – Тверде – 48S/16Q/16D Одиночний розряд – Парний розряд                           | Губерт Гуркач 6–3, 3–6, 6–3                    | Бенуа Пер                           | Стів Джонсон Денис Шаповалов      | Пабло Карреньо Буста Джон Міллман Френсіс Тіафо Андрій Рубльов  |
| 19 серпня           | Winston-Salem Open Вінстон-Сейлем, США ATP Tour 250 $807,210 – Тверде – 48S/16Q/16D Одиночний розряд – Парний розряд                           | Лукаш Кубот Марсело Мело 6–7(6–8), 6–1, [10–3] | Ніколас Монро Тенніс Сендгрен       | Стів Джонсон Денис Шаповалов      | Пабло Карреньо Буста Джон Міллман Френсіс Тіафо Андрій Рубльов  |
| 26 серпня 2 вересня | Відкритий чемпіонат США з тенісу New York City, США Grand Slam $26,758,750 – Тверде 128S/128Q/64D/32X Одиночний розряд – Парний розряд – Мікст | Рафаель Надаль 7–5, 6–3, 5–7, 4–6, 6–4         | Данило Медведєв                     | Григор Димитров Маттео Берреттіні | Стен Вавринка Роджер Федерер Гаель Монфіс Дієго Шварцман        |
| 26 серпня 2 вересня | Відкритий чемпіонат США з тенісу New York City, США Grand Slam $26,758,750 – Тверде 128S/128Q/64D/32X Одиночний розряд – Парний розряд – Мікст | Хуан Себастьян Кабаль Роберт Фара 6–4, 7–5     | Марсель Гранольєрс Орасіо Себальйос | Григор Димитров Маттео Берреттіні | Стен Вавринка Роджер Федерер Гаель Монфіс Дієго Шварцман        |
| 26 серпня 2 вересня | Відкритий чемпіонат США з тенісу New York City, США Grand Slam $26,758,750 – Тверде 128S/128Q/64D/32X Одиночний розряд – Парний розряд – Мікст | Бетані Маттек-Сендс Джеймі Маррей 6–2, 6–3     | Чжань Хаоцін Майкл Вінус            | Григор Димитров Маттео Берреттіні | Стен Вавринка Роджер Федерер Гаель Монфіс Дієго Шварцман        |

### Вересень
| Тиждень    | Турнір | Чемпіони                                                 | Фіналісти                         | Півфіналісти                                 | Чвертьфіналісти                                                         |
| ---------- | --- | -------------------------------------------------------- | --------------------------------- | -------------------------------------------- | ----------------------------------------------------------------------- |
| 16 вересня | Кубок Лейвера Женева, Швейцарія Тверде (i)                                                                                     | Team Europe 13–11                                        | Team World                        |                                              |                                                                         |
| 16 вересня | St. Petersburg Open Санкт-Петербург, Росія ATP Tour 250 $1,248,665 − Тверде (i) − 28S/16Q/16D Одиночний розряд − Парний розряд | Данило Медведєв 6–3, 6–1                                 | Борна Чорич                       | Єгор Герасимов Жуан Соуза                    | Андрій Рубльов Маттео Берреттіні Каспер Рууд Михайло Кукушкін           |
| 16 вересня | St. Petersburg Open Санкт-Петербург, Росія ATP Tour 250 $1,248,665 − Тверде (i) − 28S/16Q/16D Одиночний розряд − Парний розряд | Дівідж Шаран Ігор Зеленай 6–3, 3–6, [10–8]               | Маттео Берреттіні Сімоне Болеллі  | Єгор Герасимов Жуан Соуза                    | Андрій Рубльов Маттео Берреттіні Каспер Рууд Михайло Кукушкін           |
| 16 вересня | Moselle Open Мец, Франція ATP Tour 250 €586,140 − Тверде (i) − 28S/16Q/16D Одиночний розряд − Парний розряд                    | Жо-Вілфрід Тсонга 6–7(4–7), 7–6(7–4), 6–3                | Аляж Бедене                       | Бенуа Пер Люка Пуй                           | Пабло Карреньо Буста Грегуар Баррер Філіп Країнович Ніколоз Басілашвілі |
| 16 вересня | Moselle Open Мец, Франція ATP Tour 250 €586,140 − Тверде (i) − 28S/16Q/16D Одиночний розряд − Парний розряд                    | Роберт Ліндстедт Ян-Леннард Штруфф 2–6, 7–6(7–1), [10–4] | Ніколя Маю Едуар Роже-Васслен     | Бенуа Пер Люка Пуй                           | Пабло Карреньо Буста Грегуар Баррер Філіп Країнович Ніколоз Басілашвілі |
| 23 вересня | Chengdu Open Ченду, КНР ATP Tour 250 $1,213,295 − Тверде − 28S/16Q/16D Одиночний розряд – Парний розряд                        | Пабло Карреньо Буста 6–7(5–7), 6–4, 7–6(7–3)             | Олександр Бублик                  | Денис Шаповалов Ллойд Гарріс                 | Єгор Герасимов Крістіан Гарін Григор Димитров Жуан Соуза                |
| 23 вересня | Chengdu Open Ченду, КНР ATP Tour 250 $1,213,295 − Тверде − 28S/16Q/16D Одиночний розряд – Парний розряд                        | Нікола Чачиц Душан Лайович 7–6(11–9), 3–6, [10–3]        | Джонатан Ерліх Фабріс Мартен      | Денис Шаповалов Ллойд Гарріс                 | Єгор Герасимов Крістіан Гарін Григор Димитров Жуан Соуза                |
| 23 вересня | Zhuhai Championships Чжухай, КНР ATP Tour 250 $1,000,000 − Тверде − 28S/16Q/16D Одиночний розряд – Парний розряд               | Алекс де Мінор 7–6(7–4), 6–4                             | Адріан Маннаріно                  | Альберт Рамос Віньолас Роберто Баутіста Аґут | Дамір Джумхур Гаель Монфіс Борна Чорич Андреас Сеппі                    |
| 23 вересня | Zhuhai Championships Чжухай, КНР ATP Tour 250 $1,000,000 − Тверде − 28S/16Q/16D Одиночний розряд – Парний розряд               | Сандер Жіє Йоран Вліґен 7–6(7–2), 7–6(7–4)               | Марсело Демолінер Матве Мідделкоп | Альберт Рамос Віньолас Роберто Баутіста Аґут | Дамір Джумхур Гаель Монфіс Борна Чорич Андреас Сеппі                    |
| 30 вересня | China Open (теніс) Пекін, КНР ATP Tour 500 $3,666,275 – Тверде – 32S/16Q/16D Одиночний розряд – Парний розряд                  | Домінік Тім 3–6, 6–4, 6–1                                | Стефанос Ціціпас                  | Карен Хачанов Александр Зверєв               | Енді Маррей Фабіо Фоніні Джон Ізнер Сем Кверрі                          |
| 30 вересня | China Open (теніс) Пекін, КНР ATP Tour 500 $3,666,275 – Тверде – 32S/16Q/16D Одиночний розряд – Парний розряд                  | Іван Додіг Філіп Полашек 6–3, 7–6(7–4)                   | Лукаш Кубот Марсело Мело          | Карен Хачанов Александр Зверєв               | Енді Маррей Фабіо Фоніні Джон Ізнер Сем Кверрі                          |
| 30 вересня | Japan Open Tokyo, Японія ATP Tour 500 $2,046,340 – Тверде – 32S/16Q/16D Одиночний розряд – Парний розряд                       | Новак Джокович 6–3, 6–2                                  | Джон Міллман                      | Давід Ґоффен Рейллі Опелка                   | Люка Пуй Чон Хьон Ясутака Утіяма Даніель Таро                           |
| 30 вересня | Japan Open Tokyo, Японія ATP Tour 500 $2,046,340 – Тверде – 32S/16Q/16D Одиночний розряд – Парний розряд                       | Ніколя Маю Едуар Роже-Васслен 7–6(9–7), 6–4              | Нікола Мектич Франко Шкугор       | Давід Ґоффен Рейллі Опелка                   | Люка Пуй Чон Хьон Ясутака Утіяма Даніель Таро                           |

### Жовтень
| Тиждень   | Турнір | Чемпіони                                     | Фіналісти                      | Півфіналісти                       | Чвертьфіналісти                                                       |
| --------- | --- | -------------------------------------------- | ------------------------------ | ---------------------------------- | --------------------------------------------------------------------- |
| 7 жовтня  | Shanghai Masters Шанхай, КНР ATP Tour Masters 1000 $8,322,885 − Тверде − 56S/28Q/32D Одиночний розряд – Парний розряд     | Данило Медведєв 6–4, 6–1                     | Александр Зверєв               | Стефанос Ціціпас Маттео Берреттіні | Новак Джокович Фабіо Фоніні Домінік Тім Роджер Федерер                |
| 7 жовтня  | Shanghai Masters Шанхай, КНР ATP Tour Masters 1000 $8,322,885 − Тверде − 56S/28Q/32D Одиночний розряд – Парний розряд     | Мате Павич Бруно Соарес 6–4, 6–2             | Лукаш Кубот Марсело Мело       | Стефанос Ціціпас Маттео Берреттіні | Новак Джокович Фабіо Фоніні Домінік Тім Роджер Федерер                |
| 14 жовтня | Кубок Кремля Moscow, Росія ATP Tour 250 $922,520 − Тверде (i) − 28S/16Q/16D Одиночний розряд – Парний розряд              | Андрій Рубльов 6–4, 6–0                      | Адріан Маннаріно               | Марин Чилич Андреас Сеппі          | Нікола Милоєвич Жеремі Шарді Душан Лайович Карен Хачанов              |
| 14 жовтня | Кубок Кремля Moscow, Росія ATP Tour 250 $922,520 − Тверде (i) − 28S/16Q/16D Одиночний розряд – Парний розряд              | Марсело Демолінер Матве Мідделкоп 6–1, 6–2   | Сімоне Болеллі Андрес Мольтені | Марин Чилич Андреас Сеппі          | Нікола Милоєвич Жеремі Шарді Душан Лайович Карен Хачанов              |
| 14 жовтня | Stockholm Open Стокгольм, Швеція ATP Tour 250 €711,275 − Тверде (i) − 28S/16Q/16D Одиночний розряд – Парний розряд        | Денис Шаповалов 6–4, 6–4                     | Філіп Країнович                | Суґіта Юіті Пабло Карреньо Буста   | Янко Типсаревич Седрік-Марсель Штебе Нісіока Йосіхіто Сем Кверрі      |
| 14 жовтня | Stockholm Open Стокгольм, Швеція ATP Tour 250 €711,275 − Тверде (i) − 28S/16Q/16D Одиночний розряд – Парний розряд        | Генрі Контінен Едуар Роже-Васслен 6–4, 6–2   | Мате Павич Бруно Соарес        | Суґіта Юіті Пабло Карреньо Буста   | Янко Типсаревич Седрік-Марсель Штебе Нісіока Йосіхіто Сем Кверрі      |
| 14 жовтня | European Open Антверпен, Бельгія ATP Tour 250 €711,275 − Тверде (i) − 28S/16Q/16D Одиночний розряд – Парний розряд        | Енді Маррей 3–6, 6–4, 6–4                    | Стен Вавринка                  | Яннік Сіннер Уго Юмбер             | Френсіс Тіафо Жиль Сімон Маріус Копіл Гідо Пелья                      |
| 14 жовтня | European Open Антверпен, Бельгія ATP Tour 250 €711,275 − Тверде (i) − 28S/16Q/16D Одиночний розряд – Парний розряд        | Кевін Кравіц Андреас Міс 7–6(7–1), 6–3       | Ражів Рам Джо Солсбері         | Яннік Сіннер Уго Юмбер             | Френсіс Тіафо Жиль Сімон Маріус Копіл Гідо Пелья                      |
| 21 жовтня | Vienna Open Відень, Австрія ATP Tour 500 €2,443,810 – Тверде (i) – 32S/16Q/16D Одиночний розряд – Парний розряд           | Домінік Тім 3–6, 6–4, 6–3                    | Дієго Шварцман                 | Маттео Берреттіні Гаель Монфіс     | Пабло Карреньо Буста Андрій Рубльов Аляж Бедене Карен Хачанов         |
| 21 жовтня | Vienna Open Відень, Австрія ATP Tour 500 €2,443,810 – Тверде (i) – 32S/16Q/16D Одиночний розряд – Парний розряд           | Ражів Рам Джо Солсбері 6–4, 6–7(5–7), [10–5] | Лукаш Кубот Марсело Мело       | Маттео Берреттіні Гаель Монфіс     | Пабло Карреньо Буста Андрій Рубльов Аляж Бедене Карен Хачанов         |
| 21 жовтня | Swiss Indoors Базель, Швейцарія ATP Tour 500 €2,219,975 – Тверде (i) – 32S/16Q/16D Одиночний розряд – Парний розряд       | Роджер Федерер 6–2, 6–2                      | Алекс де Мінор                 | Стефанос Ціціпас Рейллі Опелка     | Стен Вавринка Філіп Країнович Роберто Баутіста Аґут Ян-Леннард Штруфф |
| 21 жовтня | Swiss Indoors Базель, Швейцарія ATP Tour 500 €2,219,975 – Тверде (i) – 32S/16Q/16D Одиночний розряд – Парний розряд       | Жан-Жульєн Роєр Горія Текеу 7–5, 6–3         | Тейлор Фріц Рейллі Опелка      | Стефанос Ціціпас Рейллі Опелка     | Стен Вавринка Філіп Країнович Роберто Баутіста Аґут Ян-Леннард Штруфф |
| 28 жовтня | Paris Masters Paris, Франція ATP Tour Masters 1000 €5,791,280 − Тверде (i) − 48S/24Q/32D Одиночний розряд – Парний розряд | Новак Джокович 6–3, 6–4                      | Денис Шаповалов                | Григор Димитров Рафаель Надаль     | Стефанос Ціціпас Крістіан Гарін Гаель Монфіс Жо-Вілфрід Тсонга        |
| 28 жовтня | Paris Masters Paris, Франція ATP Tour Masters 1000 €5,791,280 − Тверде (i) − 48S/24Q/32D Одиночний розряд – Парний розряд | П'єр-Юг Ербер Ніколя Маю 6–4, 6–1            | Карен Хачанов Андрій Рубльов   | Григор Димитров Рафаель Надаль     | Стефанос Ціціпас Крістіан Гарін Гаель Монфіс Жо-Вілфрід Тсонга        |

### Листопад
| Тиждень                  | Турнір | Чемпіони                                 | Фіналісти                | Півфіналісти                    | Чвертьфіналісти                                                             |
| ------------------------ | --- | ---------------------------------------- | ------------------------ | ------------------------------- | --------------------------------------------------------------------------- |
| 4 листопада              | Next Gen ATP Finals Мілан, Італія Next Generation ATP Фінали $1,400,000 – Тверде (i) – 8S (RR) Одиночний розряд     | Яннік Сіннер 4–2, 4–1, 4–2               | Алекс де Мінор           | Френсіс Тіафо Міомір Кецмановіч | Раунд Robin Каспер Рууд Алехандро Давидович Фокіна Мікаель Імер Уго Юмбер   |
| 4 листопада 11 листопада | ATP Finals London, Велика Британія ATP Фінали $9,000,000 – Тверде (i) – 8S/8D (RR) Одиночний розряд – Парний розряд | Стефанос Ціціпас 6–7(6–8), 6–2, 7–6(7–4) | Домінік Тім              | Роджер Федерер Александр Зверєв | Раунд Robin Рафаель Надаль Данило Медведєв Новак Джокович Маттео Берреттіні |
| 4 листопада 11 листопада | ATP Finals London, Велика Британія ATP Фінали $9,000,000 – Тверде (i) – 8S/8D (RR) Одиночний розряд – Парний розряд | П'єр-Юг Ербер Ніколя Маю 6–3, 6–4        | Равен Класен Майкл Вінус | Роджер Федерер Александр Зверєв | Раунд Robin Рафаель Надаль Данило Медведєв Новак Джокович Маттео Берреттіні |
| 18 листопада             | Davis Cup Finals Мадрид, Іспанія Тверде (i)                                                                         | Іспанія · 2–0                            | Канада                   | Росія · Велика Британія         | Сербія · Австралія · Німеччина · Аргентина                                  |

## Статистична інформація
Ці таблиці показують кількість виграних турнірів кожним окремим гравцем та представниками різних країн. Враховані одиночні (S), парні (D) та змішані (X) титули на турнірах усіх рівнів: Великий шолом, Підсумковий, Мастерс, 500, 250. Гравців і країни розподілено за такими показниками:
1. Загальна кількість титулів (титул в парному розряді, виграний двома тенісистами, які представляють одну й ту саму країну, зараховано як  лише один виграш для країни);
2. Сумарна цінність усіх виграних титулів (одна перемога на турнірі Великого шолома, дорівнює двом перемогам на турнірі Мастерс 1000, одна перемога на Фіналі Світового Туру ATP дорівнює півтора перемогам на турнірі Мастерс 1000, один Мастерс 1000 дорівнює двом Мастерс 500, один Мастерс 500 дорівнює двом Мастерс 250);
3. Ієрархія розрядів: одиночний > парний > змішаний;
4. Алфавітний порядок (для гравців за прізвищем).

### Легенда
| Турніри Великого шолома       |
| Фінал Світового Туру ATP      |
| Світовий Тур ATP Мастерс 1000 |
| Світовий Тур ATP 500          |
| Світовий Тур ATP 250          |

### Титули окремих гравців
| Всього | Гравець                                            | Grand Slam | Grand Slam | Grand Slam | ATP Фінали | ATP Фінали | Masters 1000 | Masters 1000 | Tour 500 | Tour 500 | Tour 250 | Tour 250 | Всього | Всього | Всього |
| Всього | Гравець                                            | S          | D          | X          | S          | D          | S            | D            | S        | D        | S        | D        | S      | D      | X      |
| ------ | -------------------------------------------------- | ---------- | ---------- | ---------- | ---------- | ---------- | ------------ | ------------ | -------- | -------- | -------- | -------- | ------ | ------ | ------ |
| 6      | Іван Додіг (CRO)                                   |            |            | ●          |            |            |              | ●            |          | ●        |          | ●        | 0      | 4      | 2      |
| 5      | Новак Джокович (SRB)                               | ●          |            |            |            |            | ●            |              | ●        |          |          |          | 5      | 0      | 0      |
| 5      | Хуан Себастьян Кабаль (COL)                        |            | ●          |            |            |            |              | ●            |          | ●        |          | ●        | 0      | 5      | 0      |
| 5      | Robert Farah (COL)                                 |            | ●          |            |            |            |              | ●            |          | ●        |          | ●        | 0      | 5      | 0      |
| 5      | Домінік Тім (AUT)                                  |            |            |            |            |            | ●            |              | ●        |          | ●        |          | 5      | 0      | 0      |
| 4      | Рафаель Надаль (ESP)                               | ●          |            |            |            |            | ●            |              |          |          |          |          | 4      | 0      | 0      |
| 4      | Данило Медведєв (RUS)                              |            |            |            |            |            | ●            |              |          |          | ●        |          | 4      | 0      | 0      |
| 4      | Роджер Федерер (SUI)                               |            |            |            |            |            | ●            |              | ●        |          |          |          | 4      | 0      | 0      |
| 4      | Едуар Роже-Васслен (FRA)                           |            |            |            |            |            |              |              |          | ●        |          | ●        | 0      | 4      | 0      |
| 3      | Ніколя Маю (FRA)                                   |            | ●          |            |            | ●          |              | ●            |          | ●        |          |          | 0      | 3      | 0      |
| 3      | П'єр-Юг Ербер (FRA)                                |            | ●          |            |            | ●          |              | ●            |          |          |          | ●        | 0      | 3      | 0      |
| 3      | Кевін Кравіц (GER)                                 |            | ●          |            |            |            |              |              |          |          |          | ●        | 0      | 3      | 0      |
| 3      | Андреас Міс (GER)                                  |            | ●          |            |            |            |              |              |          |          |          | ●        | 0      | 3      | 0      |
| 3      | Ражів Рам (USA)                                    |            |            | ●          |            |            |              |              |          | ●        |          |          | 0      | 2      | 1      |
| 3      | Стефанос Ціціпас (GRE)                             |            |            |            | ●          |            |              |              |          |          | ●        |          | 3      | 0      | 0      |
| 3      | Нікола Мектич (CRO)                                |            |            |            |            |            |              | ●            |          |          |          | ●        | 0      | 3      | 0      |
| 3      | Орасіо Себальйос (ARG)                             |            |            |            |            |            |              | ●            |          |          |          | ●        | 0      | 3      | 0      |
| 3      | Філіп Полашек (SVK)                                |            |            |            |            |            |              | ●            |          | ●        |          | ●        | 0      | 3      | 0      |
| 3      | Бруно Соарес (BRA)                                 |            |            |            |            |            |              | ●            |          |          |          | ●        | 0      | 3      | 0      |
| 3      | Алекс де Мінор (AUS)                               |            |            |            |            |            |              |              |          |          | ●        |          | 3      | 0      | 0      |
| 3      | Жеремі Шарді (FRA)                                 |            |            |            |            |            |              |              |          | ●        |          | ●        | 0      | 3      | 0      |
| 3      | Сандер Жіє (BEL)                                   |            |            |            |            |            |              |              |          |          |          | ●        | 0      | 3      | 0      |
| 3      | Максімо Гонсалес (ARG)                             |            |            |            |            |            |              |              |          | ●        |          | ●        | 0      | 3      | 0      |
| 3      | Юрген Мельцер (AUT)                                |            |            |            |            |            |              |              |          | ●        |          | ●        | 0      | 3      | 0      |
| 3      | Йоран Вліґен (BEL)                                 |            |            |            |            |            |              |              |          |          |          | ●        | 0      | 3      | 0      |
| 2      | Джеймі Маррей (GBR)                                |            |            | ●          |            |            |              |              |          |          |          | ●        | 0      | 1      | 1      |
| 2      | Жан-Жульєн Роєр (NED)                              |            |            |            |            |            |              | ●            |          | ●        |          |          | 0      | 2      | 0      |
| 2      | Горія Текеу (ROU)                                  |            |            |            |            |            |              | ●            |          | ●        |          |          | 0      | 2      | 0      |
| 2      | Боб Браян (USA)                                    |            |            |            |            |            |              | ●            |          |          |          | ●        | 0      | 2      | 0      |
| 2      | Майк Браян (USA)                                   |            |            |            |            |            |              | ●            |          |          |          | ●        | 0      | 2      | 0      |
| 2      | Марсель Гранольєрс (ESP)                           |            |            |            |            |            |              | ●            |          |          |          | ●        | 0      | 2      | 0      |
| 2      | Мате Павич (CRO)                                   |            |            |            |            |            |              | ●            |          |          |          | ●        | 0      | 2      | 0      |
| 2      | Франко Шкугор (CRO)                                |            |            |            |            |            |              | ●            |          |          |          | ●        | 0      | 2      | 0      |
| 2      | Нік Киріос (AUS)                                   |            |            |            |            |            |              |              | ●        |          |          |          | 2      | 0      | 0      |
| 2      | Фелісіано Лопес (ESP)                              |            |            |            |            |            |              |              | ●        | ●        |          |          | 1      | 1      | 0      |
| 2      | Равен Класен (RSA)                                 |            |            |            |            |            |              |              |          | ●        |          |          | 0      | 2      | 0      |
| 2      | Джо Солсбері (GBR)                                 |            |            |            |            |            |              |              |          | ●        |          |          | 0      | 2      | 0      |
| 2      | Michael Venus Michael Venus (tennis) (NZL)         |            |            |            |            |            |              |              |          | ●        |          |          | 0      | 2      | 0      |
| 2      | Ніколас Джаррі (CHI)                               |            |            |            |            |            |              |              |          | ●        | ●        |          | 1      | 1      | 0      |
| 2      | Енді Маррей (GBR)                                  |            |            |            |            |            |              |              |          | ●        | ●        |          | 1      | 1      | 0      |
| 2      | Александр Зверєв (GER)                             |            |            |            |            |            |              |              |          | ●        | ●        |          | 1      | 1      | 0      |
| 2      | Генрі Контінен (FIN)                               |            |            |            |            |            |              |              |          | ●        |          | ●        | 0      | 2      | 0      |
| 2      | Олівер Марах (AUT)                                 |            |            |            |            |            |              |              |          | ●        |          | ●        | 0      | 2      | 0      |
| 2      | Маттео Берреттіні (ITA)                            |            |            |            |            |            |              |              |          |          | ●        |          | 2      | 0      | 0      |
| 2      | Крістіан Гарін (CHI)                               |            |            |            |            |            |              |              |          |          | ●        |          | 2      | 0      | 0      |
| 2      | Бенуа Пер (FRA)                                    |            |            |            |            |            |              |              |          |          | ●        |          | 2      | 0      | 0      |
| 2      | Жо-Вілфрід Тсонга (FRA)                            |            |            |            |            |            |              |              |          |          | ●        |          | 2      | 0      | 0      |
| 2      | Душан Лайович (SRB)                                |            |            |            |            |            |              |              |          |          | ●        | ●        | 1      | 1      | 0      |
| 2      | Домінік Інглот (GBR)                               |            |            |            |            |            |              |              |          |          |          | ●        | 0      | 2      | 0      |
| 2      | Остін Крайчек (USA)                                |            |            |            |            |            |              |              |          |          |          | ●        | 0      | 2      | 0      |
| 2      | Фабріс Мартен (FRA)                                |            |            |            |            |            |              |              |          |          |          | ●        | 0      | 2      | 0      |
| 2      | Філіпп Освальд (AUT)                               |            |            |            |            |            |              |              |          |          |          | ●        | 0      | 2      | 0      |
| 2      | Дівідж Шаран (IND)                                 |            |            |            |            |            |              |              |          |          |          | ●        | 0      | 2      | 0      |
| 2      | Ян-Леннард Штруфф (GER)                            |            |            |            |            |            |              |              |          |          |          | ●        | 0      | 2      | 0      |
| 1      | Фабіо Фоніні (ITA)                                 |            |            |            |            |            | ●            |              |          |          |          |          | 1      | 0      | 0      |
| 1      | Ніколоз Басілашвілі (GEO)                          |            |            |            |            |            |              |              | ●        |          |          |          | 1      | 0      | 0      |
| 1      | Ласло Дьєр (SRB)                                   |            |            |            |            |            |              |              | ●        |          |          |          | 1      | 0      | 0      |
| 1      | Гаель Монфіс (FRA)                                 |            |            |            |            |            |              |              | ●        |          |          |          | 1      | 0      | 0      |
| 1      | Міша Зверєв (GER)                                  |            |            |            |            |            |              |              |          | ●        |          |          | 0      | 1      | 0      |
| 1      | Раду Албот (MDA)                                   |            |            |            |            |            |              |              |          |          | ●        |          | 1      | 0      | 0      |
| 1      | Кевін Андерсон (тенісист) (RSA)                    |            |            |            |            |            |              |              |          |          | ●        |          | 1      | 0      | 0      |
| 1      | Роберто Баутіста Аґут (ESP)                        |            |            |            |            |            |              |              |          |          | ●        |          | 1      | 0      | 0      |
| 1      | Пабло Карреньо Буста (ESP)                         |            |            |            |            |            |              |              |          |          | ●        |          | 1      | 0      | 0      |
| 1      | Марко Чеккінато (ITA)                              |            |            |            |            |            |              |              |          |          | ●        |          | 1      | 0      | 0      |
| 1      | Тейлор Фріц (USA)                                  |            |            |            |            |            |              |              |          |          | ●        |          | 1      | 0      | 0      |
| 1      | Губерт Гуркач (POL)                                |            |            |            |            |            |              |              |          |          | ●        |          | 1      | 0      | 0      |
| 1      | Джон Ізнер (USA)                                   |            |            |            |            |            |              |              |          |          | ●        |          | 1      | 0      | 0      |
| 1      | Хуан Ігнасіо Лондеро (ARG)                         |            |            |            |            |            |              |              |          |          | ●        |          | 1      | 0      | 0      |
| 1      | Адріан Маннаріно (FRA)                             |            |            |            |            |            |              |              |          |          | ●        |          | 1      | 0      | 0      |
| 1      | Нішікорі Кеі (JPN)                                 |            |            |            |            |            |              |              |          |          | ●        |          | 1      | 0      | 0      |
| 1      | Рейллі Опелка (USA)                                |            |            |            |            |            |              |              |          |          | ●        |          | 1      | 0      | 0      |
| 1      | Гідо Пелья (ARG)                                   |            |            |            |            |            |              |              |          |          | ●        |          | 1      | 0      | 0      |
| 1      | Альберт Рамос Віньолас (ESP)                       |            |            |            |            |            |              |              |          |          | ●        |          | 1      | 0      | 0      |
| 1      | Андрій Рубльов (RUS)                               |            |            |            |            |            |              |              |          |          | ●        |          | 1      | 0      | 0      |
| 1      | Тенніс Сендгрен (USA)                              |            |            |            |            |            |              |              |          |          | ●        |          | 1      | 0      | 0      |
| 1      | Дієго Шварцман (ARG)                               |            |            |            |            |            |              |              |          |          | ●        |          | 1      | 0      | 0      |
| 1      | Денис Шаповалов (CAN)                              |            |            |            |            |            |              |              |          |          | ●        |          | 1      | 0      | 0      |
| 1      | Лоренцо Сонего (ITA)                               |            |            |            |            |            |              |              |          |          | ●        |          | 1      | 0      | 0      |
| 1      | Romain Arneodo (MON)                               |            |            |            |            |            |              |              |          |          |          | ●        | 0      | 1      | 0      |
| 1      | Роган Бопанна (IND)                                |            |            |            |            |            |              |              |          |          |          | ●        | 0      | 1      | 0      |
| 1      | Нікола Чачиц (SRB)                                 |            |            |            |            |            |              |              |          |          |          | ●        | 0      | 1      | 0      |
| 1      | Маркус Даніелл (NZL)                               |            |            |            |            |            |              |              |          |          |          | ●        | 0      | 1      | 0      |
| 1      | Федеріко Дельбоніс (ARG)                           |            |            |            |            |            |              |              |          |          |          | ●        | 0      | 1      | 0      |
| 1      | Марсело Демолінер (BRA)                            |            |            |            |            |            |              |              |          |          |          | ●        | 0      | 1      | 0      |
| 1      | Джонатан Ерліх (ISR)                               |            |            |            |            |            |              |              |          |          |          | ●        | 0      | 1      | 0      |
| 1      | Давід Ґоффен (BEL)                                 |            |            |            |            |            |              |              |          |          |          | ●        | 0      | 1      | 0      |
| 1      | Santiago González Santiago González (tennis) (MEX) |            |            |            |            |            |              |              |          |          |          | ●        | 0      | 1      | 0      |
| 1      | Робін Гаасе (NED)                                  |            |            |            |            |            |              |              |          |          |          | ●        | 0      | 1      | 0      |
| 1      | Роман Єбави (CZE)                                  |            |            |            |            |            |              |              |          |          |          | ●        | 0      | 1      | 0      |
| 1      | Веслі Колгоф (NED)                                 |            |            |            |            |            |              |              |          |          |          | ●        | 0      | 1      | 0      |
| 1      | Лукаш Кубот (POL)                                  |            |            |            |            |            |              |              |          |          |          | ●        | 0      | 1      | 0      |
| 1      | Роберт Ліндстедт (SWE)                             |            |            |            |            |            |              |              |          |          |          | ●        | 0      | 1      | 0      |
| 1      | Бен Маклахлан (JPN)                                |            |            |            |            |            |              |              |          |          |          | ●        | 0      | 1      | 0      |
| 1      | Марсело Мело (BRA)                                 |            |            |            |            |            |              |              |          |          |          | ●        | 0      | 1      | 0      |
| 1      | Матве Мідделкоп (NED)                              |            |            |            |            |            |              |              |          |          |          | ●        | 0      | 1      | 0      |
| 1      | Андрес Мольтені (ARG)                              |            |            |            |            |            |              |              |          |          |          | ●        | 0      | 1      | 0      |
| 1      | Фредерік Нільсен (DEN)                             |            |            |            |            |            |              |              |          |          |          | ●        | 0      | 1      | 0      |
| 1      | Юго Нис (MON)                                      |            |            |            |            |            |              |              |          |          |          | ●        | 0      | 1      | 0      |
| 1      | Джон Пірс (тенісист) (AUS)                         |            |            |            |            |            |              |              |          |          |          | ●        | 0      | 1      | 0      |
| 1      | Тім Пютц (GER)                                     |            |            |            |            |            |              |              |          |          |          | ●        | 0      | 1      | 0      |
| 1      | Айсам-уль-Хак Куреші (PAK)                         |            |            |            |            |            |              |              |          |          |          | ●        | 0      | 1      | 0      |
| 1      | Артем Сітак (NZL)                                  |            |            |            |            |            |              |              |          |          |          | ●        | 0      | 1      | 0      |
| 1      | Кен Скупскі (GBR)                                  |            |            |            |            |            |              |              |          |          |          | ●        | 0      | 1      | 0      |
| 1      | Ніл Скупскі (GBR)                                  |            |            |            |            |            |              |              |          |          |          | ●        | 0      | 1      | 0      |
| 1      | Сергій Стаховський (UKR)                           |            |            |            |            |            |              |              |          |          |          | ●        | 0      | 1      | 0      |
| 1      | Ігор Зеленай (SVK)                                 |            |            |            |            |            |              |              |          |          |          | ●        | 0      | 1      | 0      |

### Титули за країнами
| Всього | Nation                | Grand Slam | Grand Slam | Grand Slam | ATP Фінали | ATP Фінали | Masters 1000 | Masters 1000 | Tour 500 | Tour 500 | Tour 250 | Tour 250 | Всього | Всього | Всього |
| Всього | Nation                | S          | D          | X          | S          | D          | S            | D            | S        | D        | S        | D        | S      | D      | X      |
| ------ | --------------------- | ---------- | ---------- | ---------- | ---------- | ---------- | ------------ | ------------ | -------- | -------- | -------- | -------- | ------ | ------ | ------ |
| 16     | Франція (FRA)         |            | 1          |            |            | 1          |              | 1            | 1        | 1        | 5        | 6        | 6      | 10     | 0      |
| 11     | Іспанія (ESP)         | 2          |            |            |            |            | 2            | 1            | 1        | 1        | 3        | 1        | 8      | 3      | 0      |
| 11     | Хорватія (CRO)        |            |            | 2          |            |            |              | 4            |          |          |          | 5        | 0      | 9      | 2      |
| 11     | США (USA)             |            |            | 1          |            |            |              | 1            |          | 2        | 4        | 3        | 4      | 6      | 1      |
| 11     | Австрія (AUT)         |            |            |            |            |            | 1            |              | 3        | 1        | 1        | 5        | 5      | 6      | 0      |
| 9      | Велика Британія (GBR) |            |            | 1          |            |            |              |              |          | 3        | 1        | 4        | 1      | 7      | 1      |
| 9      | Аргентина (ARG)       |            |            |            |            |            |              | 2            |          | 1        | 3        | 3        | 3      | 6      | 0      |
| 8      | Сербія (SRB)          | 2          |            |            |            |            | 2            |              | 2        |          | 1        | 1        | 7      | 1      | 0      |
| 8      | Німеччина (GER)       |            | 1          |            |            |            |              |              |          | 1        | 1        | 5        | 1      | 7      | 0      |
| 6      | Австралія (AUS)       |            |            |            |            |            |              |              | 2        |          | 3        | 1        | 5      | 1      | 0      |
| 5      | Колумбія (COL)        |            | 2          |            |            |            |              | 1            |          | 1        |          | 1        | 0      | 5      | 0      |
| 5      | Росія (RUS)           |            |            |            |            |            | 2            |              |          |          | 3        |          | 5      | 0      | 0      |
| 5      | Італія (ITA)          |            |            |            |            |            | 1            |              |          |          | 4        |          | 5      | 0      | 0      |
| 5      | Нідерланди (NED)      |            |            |            |            |            |              | 1            |          | 1        |          | 3        | 0      | 5      | 0      |
| 5      | Бразилія (BRA)        |            |            |            |            |            |              | 1            |          |          |          | 4        | 0      | 5      | 0      |
| 4      | Швейцарія (SUI)       |            |            |            |            |            | 1            |              | 3        |          |          |          | 4      | 0      | 0      |
| 4      | Нова Зеландія (NZL)   |            |            |            |            |            |              |              |          | 2        |          | 2        | 0      | 4      | 0      |
| 4      | Чилі (CHI)            |            |            |            |            |            |              |              |          | 1        | 3        |          | 3      | 1      | 0      |
| 4      | Бельгія (BEL)         |            |            |            |            |            |              |              |          |          |          | 4        | 0      | 4      | 0      |
| 3      | Греція (GRE)          |            |            |            | 1          |            |              |              |          |          | 2        |          | 3      | 0      | 0      |
| 3      | ПАР (RSA)             |            |            |            |            |            |              |              |          | 2        | 1        |          | 1      | 2      | 0      |
| 3      | Словаччина (SVK)      |            |            |            |            |            |              | 1            |          |          |          | 2        | 0      | 3      | 0      |
| 2      | Румунія (ROU)         |            |            |            |            |            |              | 1            |          | 1        |          |          | 0      | 2      | 0      |
| 2      | Фінляндія (FIN)       |            |            |            |            |            |              |              |          | 1        |          | 1        | 0      | 2      | 0      |
| 2      | Японія (JPN)          |            |            |            |            |            |              |              |          |          | 1        | 1        | 1      | 1      | 0      |
| 2      | Польща (POL)          |            |            |            |            |            |              |              |          |          | 1        | 1        | 1      | 1      | 0      |
| 2      | Індія (IND)           |            |            |            |            |            |              |              |          |          |          | 2        | 0      | 2      | 0      |
| 1      | Грузія (GEO)          |            |            |            |            |            |              |              | 1        |          |          |          | 1      | 0      | 0      |
| 1      | Канада (CAN)          |            |            |            |            |            |              |              |          |          | 1        |          | 1      | 0      | 0      |
| 1      | Молдова (MDA)         |            |            |            |            |            |              |              |          |          | 1        |          | 1      | 0      | 0      |
| 1      | Чехія (CZE)           |            |            |            |            |            |              |              |          |          |          | 1        | 0      | 1      | 0      |
| 1      | Данія (DEN)           |            |            |            |            |            |              |              |          |          |          | 1        | 0      | 1      | 0      |
| 1      | Ізраїль (ISR)         |            |            |            |            |            |              |              |          |          |          | 1        | 0      | 1      | 0      |
| 1      | Мексика (MEX)         |            |            |            |            |            |              |              |          |          |          | 1        | 0      | 1      | 0      |
| 1      | Монако (MON)          |            |            |            |            |            |              |              |          |          |          | 1        | 0      | 1      | 0      |
| 1      | Пакистан (PAK)        |            |            |            |            |            |              |              |          |          |          | 1        | 0      | 1      | 0      |
| 1      | Швеція (SWE)          |            |            |            |            |            |              |              |          |          |          | 1        | 0      | 1      | 0      |
| 1      | Україна (UKR)         |            |            |            |            |            |              |              |          |          |          | 1        | 0      | 1      | 0      |

## Рейтинг ATP
Нижче наведено Рейтинг ATP 20 найкращих тенісистів в одиночному та парному розрядах на кінець 2018 року.

### Одиночний розряд
| #  | Гравець                     | Очки  | Турніри |
| -- | --------------------------- | ----- | ------- |
| 1  | Рафаель Надаль (ESP)        | 9,585 | 12      |
| 2  | Новак Джокович (SRB)        | 8,945 | 16      |
| 3  | Роджер Федерер (SUI)        | 6,190 | 16      |
| 4  | Данило Медведєв (RUS)       | 5,705 | 23      |
| 5  | Домінік Тім (AUT)           | 5,025 | 21      |
| 6  | Стефанос Ціціпас (GRE)      | 4,000 | 26      |
| 7  | Александр Зверєв (GER)      | 2,945 | 23      |
| 8  | Маттео Берреттіні (ITA)     | 2,670 | 25      |
| 9  | Роберто Баутіста Аґут (ESP) | 2,540 | 23      |
| 10 | Гаель Монфіс (FRA)          | 2,530 | 21      |
| 11 | Давід Ґоффен (BEL)          | 2,335 | 27      |
| 12 | Фабіо Фоніні (ITA)          | 2,290 | 24      |
| 13 | Нішікорі Кеі (JPN)          | 2,180 | 16      |
| 14 | Дієго Шварцман (ARG)        | 2,125 | 25      |
| 15 | Денис Шаповалов (CAN)       | 2,050 | 26      |
| 16 | Стен Вавринка (SUI)         | 2,000 | 20      |
| 17 | Карен Хачанов (RUS)         | 1,840 | 26      |
| 18 | Алекс де Мінор (AUS)        | 1,775 | 23      |
| 19 | Джон Ізнер (USA)            | 1,770 | 20      |
| 20 | Григор Димитров (BUL)       | 1,747 | 22      |

#### Лідери рейтингу
| Тенісист             | Від              | До               |
| -------------------- | ---------------- | ---------------- |
| Новак Джокович (SRB) | Кінець 2018      | 3 листопада 2019 |
| Рафаель Надаль (ESP) | 4 листопада 2019 | Кінець 2019      |

### Парний розряд
| #  | Team                                            | Points | Tours |
| -- | ----------------------------------------------- | ------ | ----- |
| 1  | Хуан Себастьян Кабаль (COL) Роберт Фара (COL)   | 8,300  | 21    |
| 2  | Лукаш Кубот (POL) Марсело Мело (BRA)            | 4,645  | 21    |
| 3  | Кевін Кравіц (GER) Андреас Міс (GER)            | 3,985  | 21    |
| 4  | Ражів Рам (USA) Джо Солсбері (GBR)              | 3,670  | 24    |
| 5  | Равен Класен (RSA) Майкл Вінус (NZL)            | 3,640  | 20    |
| 6  | Жан-Жульєн Роєр (NED) Горія Текеу (ROU)         | 3,585  | 23    |
| 7  | Боб Браян (USA) Майк Браян (USA)                | 3,380  | 20    |
| 8  | П'єр-Юг Ербер (FRA) Ніколя Маю (FRA)            | 3,360  | 7     |
| 9  | Іван Додіг (CRO) Філіп Полашек (SVK)            | 3,225  | 11    |
| 10 | Генрі Контінен (FIN) Джон Пірс (тенісист) (AUS) | 3,000  | 19    |
| 11 | Жеремі Шарді (FRA) Фабріс Мартен (FRA)          | 2,600  | 15    |
| 12 | Марсель Гранольєрс (ESP) Орасіо Себальйос (ARG) | 2,470  | 6     |

| Рейтинг на кінець рокуs 2019 (30 грудня 2019) | Рейтинг на кінець рокуs 2019 (30 грудня 2019) | Рейтинг на кінець рокуs 2019 (30 грудня 2019) | Рейтинг на кінець рокуs 2019 (30 грудня 2019) | Рейтинг на кінець рокуs 2019 (30 грудня 2019) | Рейтинг на кінець рокуs 2019 (30 грудня 2019) | Рейтинг на кінець рокуs 2019 (30 грудня 2019) | Рейтинг на кінець рокуs 2019 (30 грудня 2019) |
| #                                             | Гравець                                       | Points                                        | #Trn                                          | '18 Рейтинг                                   | High                                          | Low                                           | '18→'19                                       |
| --------------------------------------------- | --------------------------------------------- | --------------------------------------------- | --------------------------------------------- | --------------------------------------------- | --------------------------------------------- | --------------------------------------------- | --------------------------------------------- |
| 1                                             | Хуан Себастьян Кабаль (COL)                   | 8,230                                         | 23                                            | 5T                                            | 1T                                            | 11T                                           | ▲4                                            |
| 1                                             | Роберт Фара (COL)                             | 8,230                                         | 23                                            | 5T                                            | 1T                                            | 11T                                           | ▲4                                            |
| 3                                             | Ніколя Маю (FRA)                              | 7,180                                         | 19                                            | 11                                            | 3                                             | 14                                            | ▲8                                            |
| 4                                             | Орасіо Себальйос (ARG)                        | 5,610                                         | 24                                            | 29                                            | 3                                             | 30                                            | ▲25                                           |
| 5                                             | П'єр-Юг Ербер (FRA)                           | 5,290                                         | 13                                            | 12                                            | 4                                             | 25                                            | ▲7                                            |
| 6                                             | Лукаш Кубот (POL)                             | 5,090                                         | 25                                            | 9T                                            | 2                                             | 10                                            | ▲3                                            |
| 7                                             | Марсело Мело (BRA)                            | 4,910                                         | 25                                            | 9T                                            | 4                                             | 12                                            | ▲2                                            |
| 8                                             | Равен Класен (RSA)                            | 4,665                                         | 25                                            | 15                                            | 8                                             | 15                                            | ▲7                                            |
| 9                                             | Кевін Кравіц (GER)                            | 4,660                                         | 30                                            | 71                                            | 7                                             | 70                                            | ▲62                                           |
| 10                                            | Майкл Вінус (NZL)                             | 4,530                                         | 24                                            | 16                                            | 9                                             | 18                                            | ▲6                                            |
| 11                                            | Андреас Міс (GER)                             | 4,500                                         | 32                                            | 73                                            | 8                                             | 71                                            | ▲62                                           |
| 12                                            | Іван Додіг (CRO)                              | 4,270                                         | 29                                            | 35                                            | 9                                             | 39                                            | ▲23                                           |
| 13                                            | Філіп Полашек (SVK)                           | 4,220                                         | 26                                            | 163                                           | 10                                            | 166                                           | ▲150                                          |
| 14                                            | Веслі Колгоф (NED)                            | 3,820                                         | 28                                            | 42                                            | 12                                            | 46                                            | ▲28                                           |
| 15                                            | Нікола Мектич (CRO)                           | 3,810                                         | 28                                            | 13                                            | 5                                             | 19                                            | ▼2                                            |
| 16                                            | Едуар Роже-Васслен (FRA)                      | 3,770                                         | 25                                            | 24                                            | 15                                            | 31                                            | ▲8                                            |
| 17                                            | Генрі Контінен (FIN)                          | 3,750                                         | 22                                            | 26                                            | 12                                            | 29                                            | ▲9                                            |
| 18                                            | Мате Павич (CRO)                              | 3,740                                         | 27                                            | 3                                             | 3                                             | 23                                            | ▼15                                           |
| 19                                            | Горія Текеу (ROU)                             | 3,650                                         | 26                                            | 27                                            | 10                                            | 36                                            | ▲8                                            |
| 20                                            | Жан-Жульєн Роєр (NED)                         | 3,650                                         | 28                                            | 19                                            | 11                                            | 27                                            | ▼1                                            |

#### Лідери рейтингу
| Тенісист                                      | від           | До            |
| --------------------------------------------- | ------------- | ------------- |
| Майк Браян (USA)                              | Кінець 2018   | 14 липня 2019 |
| Хуан Себастьян Кабаль (COL) Роберт Фара (COL) | 15 липня 2019 | Кінець 2019   |

### Покращили рейтинг
Гравці, які досягли найвищого в кар'єрі рейтингу (перші 50 місць, жирним шрифтом виділено місця з першої десятки): 
Одиночний розряд
- Малік Джазірі (№ 42, 7 січня)
- Тенніс Сендгрен (№ 41, 14 січня)
- Френсіс Тіафо (№ 29, 11 лютого)
- П'єр-Юг Ербер (№ 36, 11 лютого)
- Марко Чеккінато (№ 16, 25 лютого)
- Михайло Кукушкін[en] (№ 38, 25 лютого)
- Мартон Фучович (№ 31, 4 березня)
- Душан Лайович[en] (№ 23, 29 квітня)
- Кемерон Норрі (№ 41, 20 травня)
- Ніколоз Басілашвілі (№ 16, 27 травня)
- Ласло Дьєр (№ 27, 10 червня)
- Крістіан Гарін (№ 32, 10 червня)
- Ян-Леннард Штруфф[en] (№ 33, 1 липня)
- Лоренцо Сонего (№ 46, 1 липня)
- Карен Хачанов (№ 8, 15 липня)
- Фабіо Фоніні (№ 9, 15 липня)
- Джордан Томпсон (№ 43, 15 липня)
- Ніколас Джаррі[en] (№ 38, 22 липня)
- Уго Юмбер (№ 46, 22 липня)
- Стефанос Ціціпас (№ 5, 5 серпня)
- Тейлор Фріц (№ 25, 5 серпня)
- Раду Албот (№ 39, 5 серпня)
- Гідо Пелья (№ 20, 19 серпня)
- Miomir Kecmanovic (№ 49, 19 серпня)
- Данило Медведєв (№ 4, 9 вересня)
- Фелікс Оже-Аліассім (№ 17, 14 жовтня)
- Губерт Гуркач (№ 33, 14 жовтня)
- Олександр Бублик[en] (№ 48, 14 жовтня)
- Андрій Рубльов (№ 22, 21 жовтня)
- Алекс де Мінор (№ 18, 28 жовтня)
- Рейллі Опелка (№ 31, 28 жовтня)
- Маттео Берреттіні (№ 8, 4 листопада)
- Роберто Баутіста Аґут (№ 9, 4 листопада)
- Денис Шаповалов (№ 15, 4 листопада)
- Хуан Ігнасіо Лондеро[en] (№ 50, 11 листопада)

Парний розряд
- Леонардо Маєр (№ 48, 28 січня)
- Роман Єбави[en] (№ 43, 4 березня)
- Ніколас Джаррі[en] (№ 40, 18 березня)
- Нікола Мектич (№ 5, 22 квітня)
- Франко Шкугор[en] (№ 17, 22 квітня)
- Максімо Гонсалес[en] (№ 22, 22 квітня)
- Жуан Соуза[en] (№ 29, 6 травня)
- Ніл Скупскі (№ 27, 20 травня)
- Джонні О'Мара[en] (№ 44, 20 травня)
- Остін Крайчек (№ 35, 27 травня)
- Люк Бембрідж (№ 41, 27 травня)
- Фабріс Мартен (№ 28, 10 червня)
- Жеремі Шарді (№ 28, 17 червня)
- Джо Солсбері (№ 19, 24 червня)
- Хуан Себастьян Кабаль (№ 1, 15 липня)
- Роберт Фара (№ 1, 15 липня)
- Майкл Вінус (№ 8, 5 серпня)
- Сандер Жіє[en] (№ 48, 5 серпня)
- Равен Класен (№ 7, 5 серпня)
- Дієго Шварцман (№ 40, 19 серпня)
- Орасіо Себальйос (№ 3, 9 вересня)
- Ражів Рам (№ 9, 28 жовтня)
- Кевін Кравіц (№ 7, 4 листопада)
- Андреас Міс (№ 8, 4 листопада)
- Філіп Полашек (№ 10, 4 листопада)
- Веслі Колгоф (№ 12, 4 листопада)
- Йоран Вліґен[en] (№ 37, 4 листопада)
- Денис Шаповалов (№ 49, 4 листопада)

### Нарахування очок
| Категорія                     | W                     | F                    | ПФ                  | ЧФ                                                                                            | R16                                                                                           | R32                                                                                           | R64                                                                                           | R128                                                                                          | Q                                                                                             | К3р                                                                                           | К2р                                                                                           | К1р                                                                                           |
| Турніри Великого шлему (128S) | 2000                  | 1200                 | 720                 | 360                                                                                           | 180                                                                                           | 90                                                                                            | 45                                                                                            | 10                                                                                            | 25                                                                                            | 16                                                                                            | 8                                                                                             | 0                                                                                             |
| Турніри Великого шлему (64D)  | 2000                  | 1200                 | 720                 | 360                                                                                           | 180                                                                                           | 90                                                                                            | 0                                                                                             | –                                                                                             | 25                                                                                            | –                                                                                             | 0                                                                                             | 0                                                                                             |
| Фінал ATP (8S/8D)             | 1500 (max) 1100 (min) | 1000 (max) 600 (min) | 600 (max) 200 (min) | 200 за перемогу в круговому турнірі, +400 за перемогу в півфіналі, +500 за перемогу у фіналі. | 200 за перемогу в круговому турнірі, +400 за перемогу в півфіналі, +500 за перемогу у фіналі. | 200 за перемогу в круговому турнірі, +400 за перемогу в півфіналі, +500 за перемогу у фіналі. | 200 за перемогу в круговому турнірі, +400 за перемогу в півфіналі, +500 за перемогу у фіналі. | 200 за перемогу в круговому турнірі, +400 за перемогу в півфіналі, +500 за перемогу у фіналі. | 200 за перемогу в круговому турнірі, +400 за перемогу в півфіналі, +500 за перемогу у фіналі. | 200 за перемогу в круговому турнірі, +400 за перемогу в півфіналі, +500 за перемогу у фіналі. | 200 за перемогу в круговому турнірі, +400 за перемогу в півфіналі, +500 за перемогу у фіналі. | 200 за перемогу в круговому турнірі, +400 за перемогу в півфіналі, +500 за перемогу у фіналі. |
| Тур ATP Мастерс (96S)         | 1000                  | 600                  | 360                 | 180                                                                                           | 90                                                                                            | 45                                                                                            | 25                                                                                            | 10                                                                                            | 16                                                                                            | –                                                                                             | 8                                                                                             | 0                                                                                             |
| Тур ATP Мастерс (56S/48S)     | 1000                  | 600                  | 360                 | 180                                                                                           | 90                                                                                            | 45                                                                                            | 10                                                                                            | –                                                                                             | 25                                                                                            | –                                                                                             | 16                                                                                            | 0                                                                                             |
| Тур ATP Мастерс (32D)         | 1000                  | 600                  | 360                 | 180                                                                                           | 90                                                                                            | 0                                                                                             | –                                                                                             | –                                                                                             | –                                                                                             | –                                                                                             | –                                                                                             | –                                                                                             |
| Тур ATP 500 (48S)             | 500                   | 300                  | 180                 | 90                                                                                            | 45                                                                                            | 20                                                                                            | 0                                                                                             | –                                                                                             | 10                                                                                            | –                                                                                             | 4                                                                                             | 0                                                                                             |
| Тур ATP 500 (32S)             | 500                   | 300                  | 180                 | 90                                                                                            | 45                                                                                            | 0                                                                                             | –                                                                                             | –                                                                                             | 20                                                                                            | –                                                                                             | 10                                                                                            | 0                                                                                             |
| Тур ATP 500 (16D)             | 500                   | 300                  | 180                 | 90                                                                                            | 0                                                                                             | –                                                                                             | –                                                                                             | –                                                                                             | 45                                                                                            | –                                                                                             | 25                                                                                            | 0                                                                                             |
| Тур ATP 250 (48S)             | 250                   | 150                  | 90                  | 45                                                                                            | 20                                                                                            | 10                                                                                            | 0                                                                                             | –                                                                                             | 5                                                                                             | –                                                                                             | 3                                                                                             | 0                                                                                             |
| Тур ATP 250 (32S/28S)         | 250                   | 150                  | 90                  | 45                                                                                            | 20                                                                                            | 0                                                                                             | –                                                                                             | –                                                                                             | 12                                                                                            | –                                                                                             | 6                                                                                             | 0                                                                                             |
| Тур ATP 250 (16D)             | 250                   | 150                  | 90                  | 45                                                                                            | 0                                                                                             | –                                                                                             | –                                                                                             | –                                                                                             | –                                                                                             | –                                                                                             | –                                                                                             | –                                                                                             |

## Завершили кар'єру
- Ніколас Альмагро
- Маркос Багдатіс
- Томаш Бердих
- Карлос Берлок
- Даніель Брандс
- Віктор Естрелья Бургос
- Давид Феррер
- Андреас Гайдер-Маурер
- Марцін Матковський
- Ганс Подліпнік Кастільйо
- Міхал Пшисєнжний
- Даніель Муньйос де ла Нава
- Тім Смичек
- Янко Типсаревич

## Відновили кар'єру
- Ніколас Массу